# Tàmils
Els tàmils (தமிழர்,, en singular i தமிழர்கள் en plural, en idioma tàmil o tamilians) són un grup ètnic dravidià. Els tàmils són uns 77 milions de persones que viuen arreu del món i componen la civilització lingüística i històrica més gran del món sense un estat independent. Els tàmils sumen el 15,36% dels singalesos, el 5,91% dels indis, el 5,83% dels mauricians i el 5% dels singapuresos. També hi ha poblacions destacades de tàmils en antigues colònies britàniques, en les quals aquests van participar de manera activa a favor de la lluita per la independència, per exemple, en els satyagrahes de Sud-àfrica i el moviment Azad Hind de Malàisia. Durant el Moviment d'independència de l'Índia, Gandhi es va inspirar molt en els tàmils sud-africans. Experts dependents del Secretari General de les Nacions Unides han suggerit que almenys 40.000 tàmils podrien haver mort en les fases finals de la Guerra Civil de Sri Lanka, la qual ha estat considerada pels polítics tàmils i per les ONG com un intent de genocidi.
Fa milers d'anys a la costa occidental i oriental dels actuals estats indis de Kerala i de Tamil Nadu van començar a urbanitzar-se i a esdevenir centres mercantils. Aquesta civilització es va desenvolupar en quatre estats històrics tàmils (Txera, Chola, Pandya i Pal·lava) i en altres estats més petits que en depenien. Entre el segle iii aC i el segle iii els tàmils també van produir una literatura pròpia anomenada literatura sangam (o literatura tàmil clàssica).
Els tàmils eren conegut pels seus veïns per les seves activitats mercantils, religioses i guerreres. Els tàmils de Pandya i de Chola foren actius a Sri Lanka. Els comerciants i els líders religiosos de Pallava van viatjar per tota l'Àsia sud-oriental i van jugar un rol important en la indianització cultural de la zona. Els sistemes d'escriptura locals, l'alfabet grantha i alfabet pal·lava, van ajudar a desenvolupar la majoria dels alfabets locals de la zona com l'alfabet khmer, l'alfabet javanès i l'alfabet tailandès.
En les arts visuals dels tàmils hi destaca una arquitectura de temples estilitzats en els centres urbans importants i les escultures dels déus en pedra i bronze. Els bronzes dels choles, sobretot l'escultura de nataraja (representació de Shiva com a ballarí còsmic de la dansa divina) del període Chola ha esdevingut un dels símbols més notables de l'hinduisme. Les arts escèniques tàmils es divideixen en populars i clàssiques. La forma clàssica és el bharatanatyam, que es representa als temples i als carrers. El cinema tàmil, conegut amb el nom de Kollywood, és una part important de la indústria de cinema de l'Índia. En la música també s'hi diferencia la clàssica (música carnàtica) dels gèneres populars.
La majoria dels tàmils són hinduistes; la majoria practiquen una forma pròpia d'aquesta religió i veneren un grup de deïtats locals. També hi ha un nombre considerable de tàmils cristians i musulmans. A més a més, hi ha una petita comunitat tàmil que creuen en el jainisme digambara que prové de l'època clàssica tàmil. L'historiador i periodista britànic Michael Wood ha considerat que els tàmils són els últims supervivents de la civilització clàssica a la terra perquè encara preserven molts dels elements substancials del seu passat en les seves creences, la seva cultura, música i literatura encara que estiguin vivint en el món globalitzat.

## Etimologia i textos antics sobre els tàmils
No es coneix si el terme tamilar o els seus equivalents en pàcrit, damela, dameda, dhamila i damila va sorgir d'una autoassignació o fou creat per altres. Hi ha evidències epigràfiques d'un grup ètnic anomenat així a l'antic Sri Lanka; algunes inscripcions datades del segle vi aC o del segle v aC mencionen persones damela o dameda. La famosa inscripció hathigumpha de l'emperador Kharavela del Regne de Kalinga fa referència a la Tramira samghata (Confederació dels caps tàmils) està datada al 150 aC. Aquesta menciona que la lliga dels reialmes tàmils prové de 113 anys abans. A Amaravati, a l'actual Andhra Pradesh hi ha una inscripció datada al segle iii aC que es refereix a un Dhamila-vaniya (comerciant tàmil). De la mateixa època és una inscripció que s'ha trobat a Nagarjunakonda que es refereix a damila. Hi ha una tercera inscripció a les Coves Kanheri que es refereix a un dhamila-gharini (propietari tàmil). En el conte Akiti Jataka dels contes budistes Jakata es menciona la damila-rattha (dinastia tàmil). També hi ha relacions entre l'Imperi Romà i l'Imperi de Pandya. Estrabó explica que l'emperador August de Roma va rebre a Antioch, un ambaixador d'un rei anomenat Pandya de Dramira.
És clar que ja, almenys al 300 aC, la identitat ètnica dels tàmils ja s'havia conformat com un grup diferenciat. Tamilar està relacionat etimològicament amb tàmil, la llengua que parlen els tàmils. Southworth suggereix que el nom-codi prové de tam-miz (els que parlen la pròpia llengua). Zvelebil suggereix que tam-iz significa tam=auto (si mateix) i iz=desplegament de so. Altres teories diuen que tamiz és una derivació del mateix procés de parlar. Una altra teoria considera que el terme tamilar deriva del nom de l'antic poble dravida>Dramila>Damila>Tamila>Tamilar.

## Història

### Tàmils a l'Índia

#### Prehistòria
Les primeres evidències que indiquen la presència de tàmils a l'actual Tamil Nadu són urnes funeràries megalítiques de voltant del 1500 aC. Aquestes s'han trobat en diverses localitzacions de l'actual estat, sobretot a Adichanallur, al Districte de Tirunelveli que s'avenen amb les descripcions dels funerals en la literatura tàmil clàssica.
Hi ha diverses llegendes que han esdevingut importants després del segle x que parlen sobre l'antiguitat del poble tàmil. Segons Iraiyanar Agapporul, una obra del segle X-XI de la literatura sangam, el país tàmil (Kumari Kandam) s'estenia pel sud de la península índia i estava dividit en 40 nadus (divisions). Se suposa que la terra havia estat destruïda per un diluvi. Les llegendes sangams també van afegir a l'antiguitat dels tàmils parlant d'una activitat literària activa durant desenes de milers d'anys durant tres sangams.

#### Període clàssic

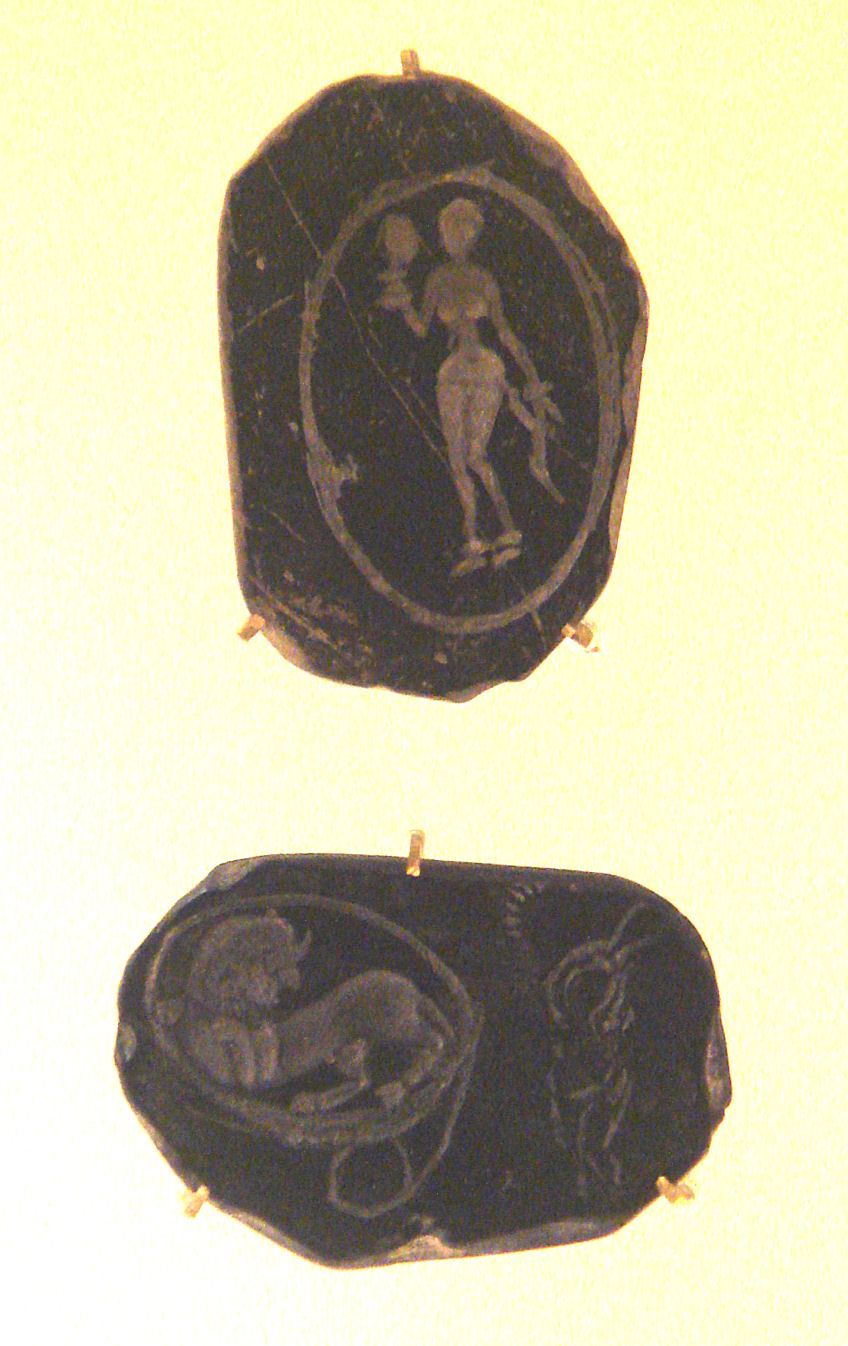
Ceràmica grisa amb gravats, Arikamedu, segle I

Des del voltant del segle iii aC la regió tàmil va estar dominada per tres dinasties reials: els Chola, els Txeres i els Pandyes. Cadascuna d'aquestes tres dinasties tenia el seu propi regne en la zona tàmil-parlant. La literatura clàssica sangam i les inscripcions també descriuen un número de Velirs o caps menors que governaven de manera col·lectiva el centre de l'actual Tamil Nadu. Entre aquests reis i caps hi havia freqüents guerres i conflictes, al mateix temps que també guerrejaven amb els habitants de l'antic Sri Lanka. Aquestes guerres es feien per aconseguir l'hegemonia i el cobrament de tributs més que per a subjugar i annexionar aquests territoris. Els reis i caps eren patrons de les arts i en aquesta època hi existia una literatura significativa. La literatura mostra que moltes de les pràctiques culturals considerades particulars dels tàmils daten del període clàssic.
Durant aquest període l'agricultura era important i hi ha evidència que es va construir una xarxa de canals d'irrigació al segle ii. Va florir el comerç intern i extern i hi ha evidències de contacte amb l'Imperi Romà. Hi ha una gran quantitat de monedes romanes i senyals de la presència de comerç romà a Karur i a Arikamedu. Hi ha evidència que els reis de Pandya van enviar com a mínim dues ambaixades a l'emperador romà August. S'han trobat trossos de ceràmica amb inscripcions en tàmil en excavacions al Mar Roig que suggereix que els comerciants tàmils van arribar fins aquí. Un viatger anònim del segle i va escriure en grec el Periple del Mar Eritrea, en el qual descriu els ports dels regnes de Pandya i Txera a Damirica i detalla la seva activitat comercial amb un gran detall. El Periplus també indica que les principals exportacions dels antics tàmils eren el pebre, malabathrum, perles, ivori, seda, espicanards (Nardostachys jatamansi), diamants, safirs i carei.
El període clàssic tàmil va acabar al segle iv a causa de les invasions dels Kalabhra que és anomenada kalappirar a les inscripcions i literatura tàmil. Aquests invasors són descrits com a reis dolents i bàrbars que provenien del nord del país tàmil. Aquest període, anomenat l'Edat Fosca del País Tàmil, va acabar amb l'auge de la dinastia Pal·lava. Segons Clarence Malonei, durant el període clàssic els tàmils també van colonitzar les Illes Maldives.

#### Economia i comerç

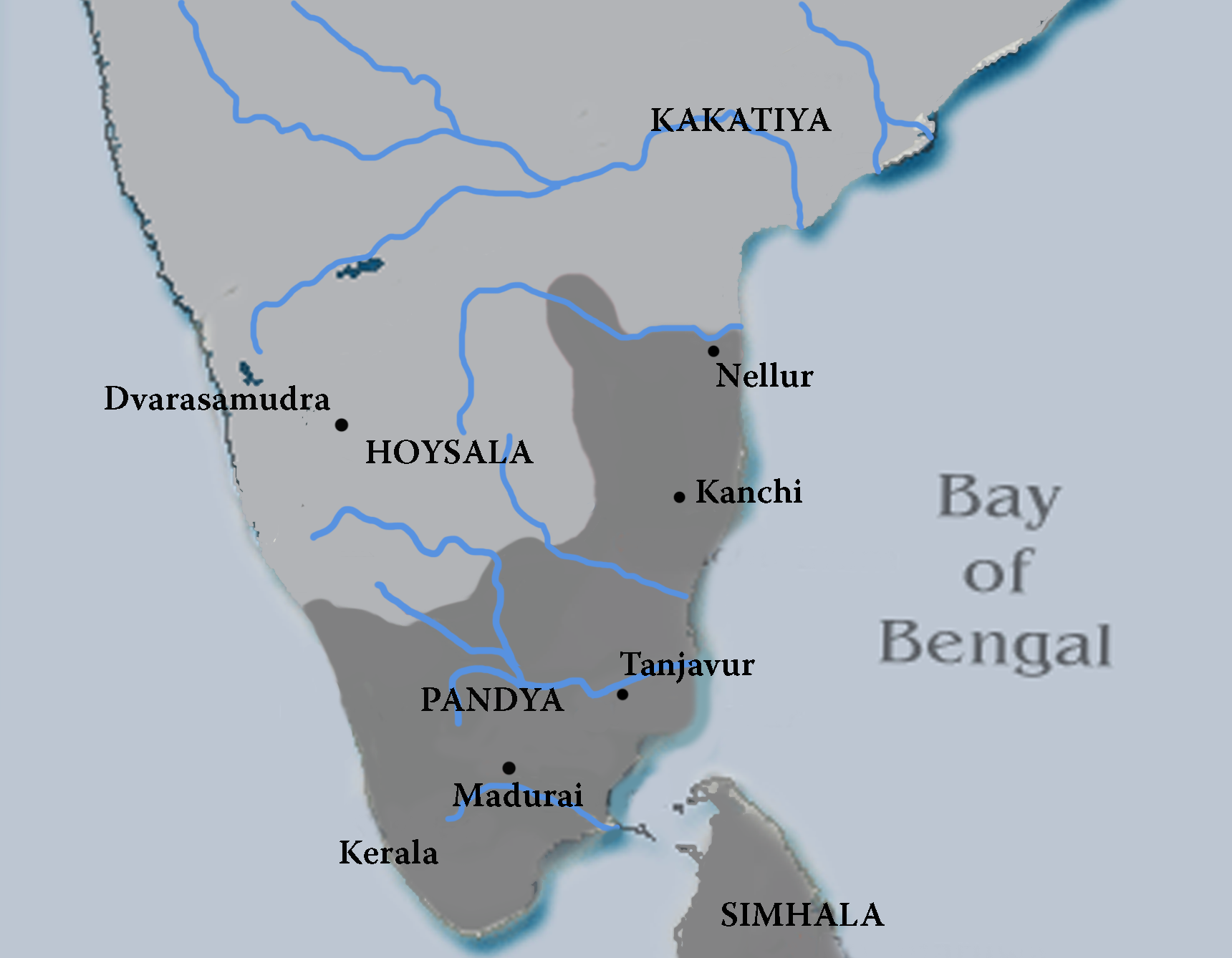
Mapa del regne Pandya sota Jatavarman Sundara Pandya (1251 - 1283)

Les principals activitats econòmiques del període clàssic tàmil eren l'agricultura, el tèxtil, la recol·lecció de perles, la manufactura i la construcció. L'agricultura era la principal i més respectada ocupació dels tàmils. L'arròs era el principal producte agrícola i s'exportava en el comerç amb l'interior del subcontinent indi. El pebre, el mill, els cereals i el sucre de canya eren altres productes agrícoles importants. La indústria i el comerç eren considerats ocupacions secundàries. Les ciutats de Madurai i d'Urayur eren importants centres dedicats a la indústria tèxtil, sobretot del cotó. Korkai fou un centre del comerç de perles, la recol·lecció de les quals també era una ocupació important a la zona. A la regió tàmil també va florir l'activitat industrial. Una altra manufactura destacada fou la ferreria. Els ferrers construïren armes, eines, utensilis domèstics i rodes de ferro. També cal destacar la construcció de vaixells de Tamilakam, tant de petits catamarans com de grans vaixells. Altres indústries que es van desenvolupar en la regió tàmil durant l'època clàssica fou la fusteria, manufactura de sal, la indústria forestal, la ceràmica, la corderia, la pelleteria, la joieria, la producció de sucre de palmera, la construcció de temples i altres objectes relacionats amb la religió i la cistelleria.
El comerç intern era sobretot a través de la barata (troc) en els mercats que era organitzada per les institucions i associacions mercantils. Els mercaders formaven associacions que operaven de manera autònoma, sense interferències de l'estat. Les persones de l'antic país tàmil van tenir comerç amb l'Imperi Romà; aquest comerç va assolir important quan es va descobrir una ruta naval entre Tamilakam i Egipte seguint el monsó. Des de Tamilakam es va exportar pebre, perles, ivori, tèxtils i ornaments fets amb or i els principals productes de luxe que es van importar foren el vidre, el corall i el topazi. Comerciants estrangers van portar a Tamilakam monedes romanes que eren convertibles en l'àmbit internacional. Els antics tàmils van exportar a l'Índia septentrional perles, tèxtils de cotó i conquilles a canvi de vestits de llana, cavalls i pells. En l'àmbit local, la majoria el comerç es basava en la compravenda de productes alimentaris (els pagesos compraven productes de caçadors, pescadors i pastors). A més a més, la gent comprava productes higiènics, adorns i serveis de transport. Les transaccions comercials es feien en mercats on es practicava el troc o intercanvi. Les monedes, però es reservaven gairebé exclusivament per al comerç internacional.

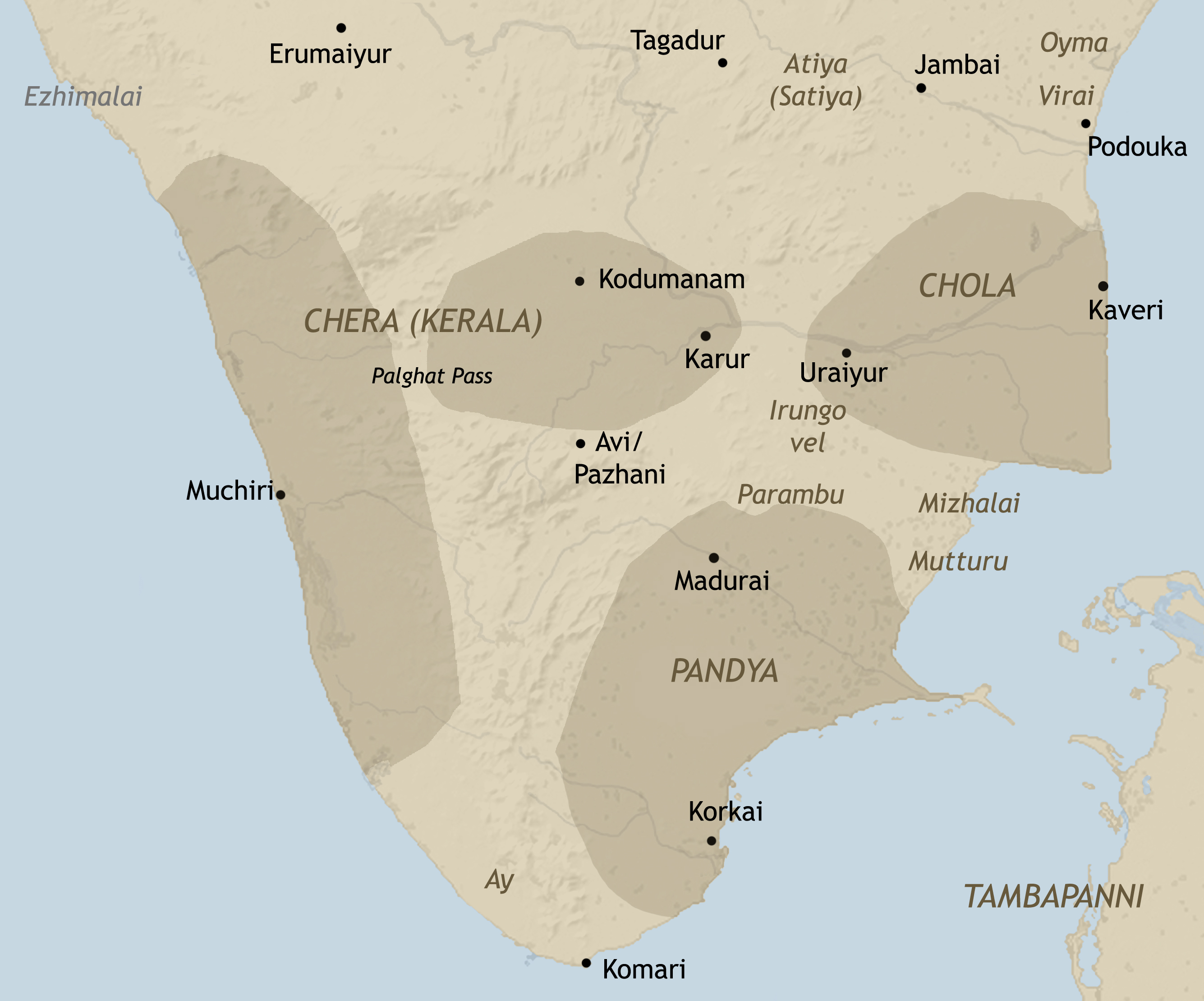
Mapa de l'Imperi Txera

La prosperitat econòmica dels tàmils depenia sobretot del comerç internacional. La literatura, les evidències arqueològiques i les troballes numismàtiques confirmen relacions mercantils entre Tamilakam i Roma, que importava espècies i perles de l'Índia. El comerç amb l'Imperi Romà ja era important durant el govern d'August, i va arribar al seu punt més important durant el temps de Neró, que va morir l'any 68. Però l'any 217, després de la mort de Caracalla, aquestes relacions comercials havien disminuït molt, tot i que va reviure durant l'època de l'Imperi Romà d'Orient. Durant l'època dels primers emperadors romans, a Roma, hi va haver una gran demanda d'articles luxosos, sobretot de beril que venien de Tamilakam. Els tàmils van exportar pebre, perles, ivori, tèxtils i ornaments d'or i van importar béns luxosos com vidre, corall, vi i topazi.
L'estat tàmil va jugar un rol important en la construcció i manteniment d'infraestructures com carreteres i ports que eren necessàries per a l'activitat social i econòmica. El creixement econòmic va ser desigual i va donar lloc a la creació de classes socials diferents en l'àmbit econòmic.

#### Períodes imperial i postimperial

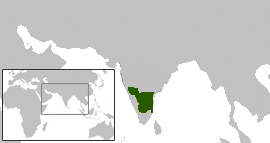
Extensió de l'Imperi Pal·lava el 645

A pesar que es pot traçar la història de Pal·lava des del segle ii, aquest reialme no va esdevenir preponderant fins al segle vi. El Regne Pal·lava va esdevenir un Imperi i va arribar a tenir un vast territori sota el seu domini directe. Els pal·laves eren hinduistes, tot i que alguns dels seus reis foren jainistes abans de convertir-se a l'hinduisme. En aquesta època es va fundar el Moviment Bhakti en l'hinduisme i va pujar juntament amb el creixement de la influència del jainisme i el budisme. Els pal·laves van ser pioners en la construcció dels enormes i ornamentats temples fets de pedra que van formar la base de l'arquitectura dels temples dravidians. Els pal·laves van entrar en conflicte amb els kanaresos de la dinastia Chalukya de Badami. Durant aquest període, el gran Rei Txalukya, Pulakesi II va estendre l'Imperi Txalukya cap a la part septentrional de l'Imperi Pal·lava i van guanyar als pal·laves en moltes batalles. El rei pal·lava Narasimhavarman I va aconseguir una victòria important en aquesta pugna el 642 i va ocupar Badami temporalment. Tot i això, el rei txalukya Vikramaditya II es va revenjar posteriorment i va vèncer al rei pal·lava Nandivarman II diverses vegades i es va annexionar Kanchipuram. La dinastia pal·lava fou enderrocada el segle ix per l'Imperi Raixtrakuta que tenia la capital a Gulbarga. El rei Krishna III, l'últim rei raixtrakuta va consolidar un imperi que ocupava el territori entre el riu Narmada i el riu Kaveri i que incloïa el nord del país tàmil i recaptava tributs del rei de Ceylon.

L'Imperi tamil Chola al 1030

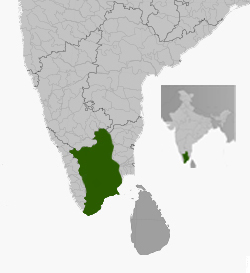
El Regne Nayak de Madural el 1570

Sota el rei Chola Rajaraja i el seu fill Rajendra Chola I, l'Imperi Chola assolir el domini de l'Índia meridional i Sri Lanka durant el segle x. L'Imperi en aquells moments tenia forts lligams comercials amb els xinesos de la Dinastia Song i el Sud-est asiàtic. Els Chola van derrotar el regne de txalukya oriental i van expandir el seu imperi fins al Ganges. També van conquerir les zones costaneres del Golf de Bengala. El rei Rajendra Chola I va millorar l'armada del seu pare i va crear el primer exèrcit marítim important del subcontinent indi. L'armada Chola va conquerir l'Imperi Srivijaya que hi havia a l'actual Indonèsia i la zona de les Filipines i van assegurar la ruta comercial marítima fins a la Xina. Els Chola van rebre tributs de regnes de l'actual Tailàndia i dels khmers de Cambodja. El poder dels Chola va declinar al voltant del segle xiii, quan l'Imperi Pandya va resurgir durant un breu període durant el regnat de Sundara Pandya. L'Imperi Pandya va caure sota les constants invasions dels islàmics al sud de l'Índia. A principis del segle xiv, Madurai, la capital pandyana fou conquerida pel kan Jalaluddin Ahsan i s'establí el Sultanat de Maduray independent el 1335. El Sultanat de Madurai fou envaït per l'Imperi Vijayanagar el 1378. Durant el segle xv l'Imperi Vijayanagar va esdevenir el preponderant al sud de l'Índia. Després del declivi d'aquest imperi el 1646 Tamil Nadu fou dominat per petits estats com el Regne Nayak de Madurai.
Les terres tàmils occidentals havien esdevingut molt diferents políticament de la resta del territori tàmil després que els imperis Chola i pandya perdessin el seu control al segle xiii. Els tàmils d'aquesta zona van desenvolupar la seva pròpia llengua i literatura diferent i van desenvolupar-se de manera aïllada als tàmils i van desenvolupar la llengua malaiàlam al segle xv.

### Tàmils a Sri Lanka

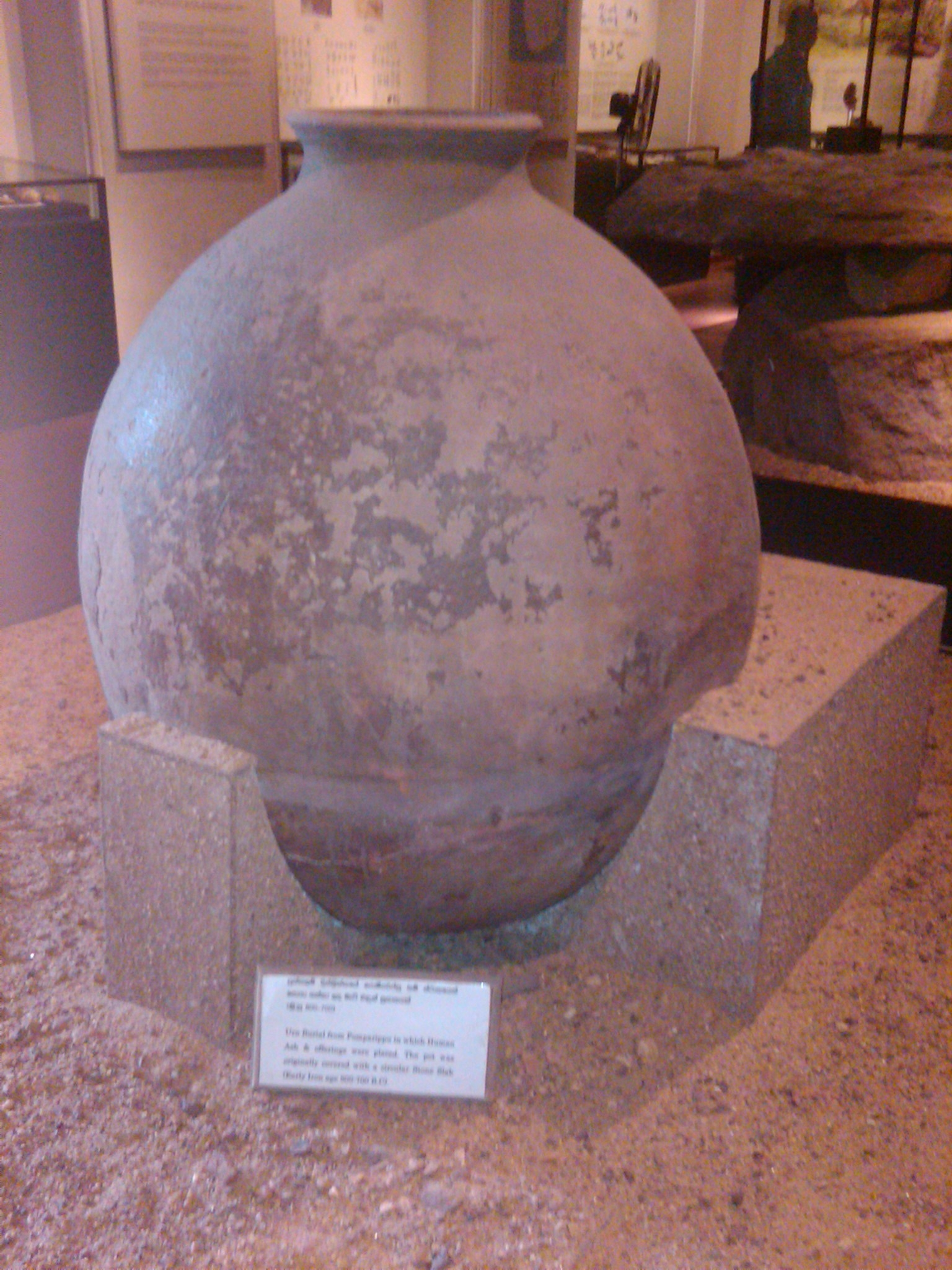
Urnes funeràries megalítiques trobades a Pomparippu, al nord-oest de Sri Lanka que daten almenys de 200 anys abans de Crist. També hi ha urnes megalítiques similars al sud de l'Índia i al Dècan de la mateixa època.

No hi ha consens entre els historiadors sobre la presència dels tàmils a Sri Lanka abans del període medieval de l'Imperi Chola (segle x). Una teoria afirma que no hi havia presència de tàmils a Sri Lanka fins a la invasió d'aquest imperi al segle x, però altres teories afirmen que els tàmils eren els aborígens de l'illa. A més a més, segons les teories del difusionisme cultural, es considera que la llengua tàmil va penetrar a Sri Lanka durant el Mesolític des de l'Índia peninsular, més com a difusió d'idees abans que per la migració de població.
De totes maneres, considerant la tradició tàmil de Sri Lanka, ells creuen que són descendents lineals dels pobles aborígens de Sri Lanka, dels nagues i els yakshes. Per exemple, el tòtem-cobra, "nakar", es coneix com a "nakam" en tàmil i aquest encara forma part de la tradició hinduista tàmil de Sri Lanka com un déu menor avui en dia.

#### Prehistòria
Els veddes indígenes de Sri Lanka estaven relacionats ètnicament amb els adivasi (aborígens) del Sud de l'Índia. Els assentaments de població de l'actual Sri Lanka i de l'Índia meridional eren similars culturalment. Això s'ha vist en jaciments arqueològics trobats com a llocs d'enterrament megalítics, com el trobat a Pomparippu i a Kathiraveli, a la costa oest de Sri Lanka datats entre el segle v aC i el segle ii. Aquestes semblances culturals en els enterraments de les dues zones han estat datats pels arqueòlegs ja des del segle x aC. Tot i això, la història i arqueologia índia afirmen que hi ha evidències de semblances culturals ja des del segle xv aC.

#### Període històric

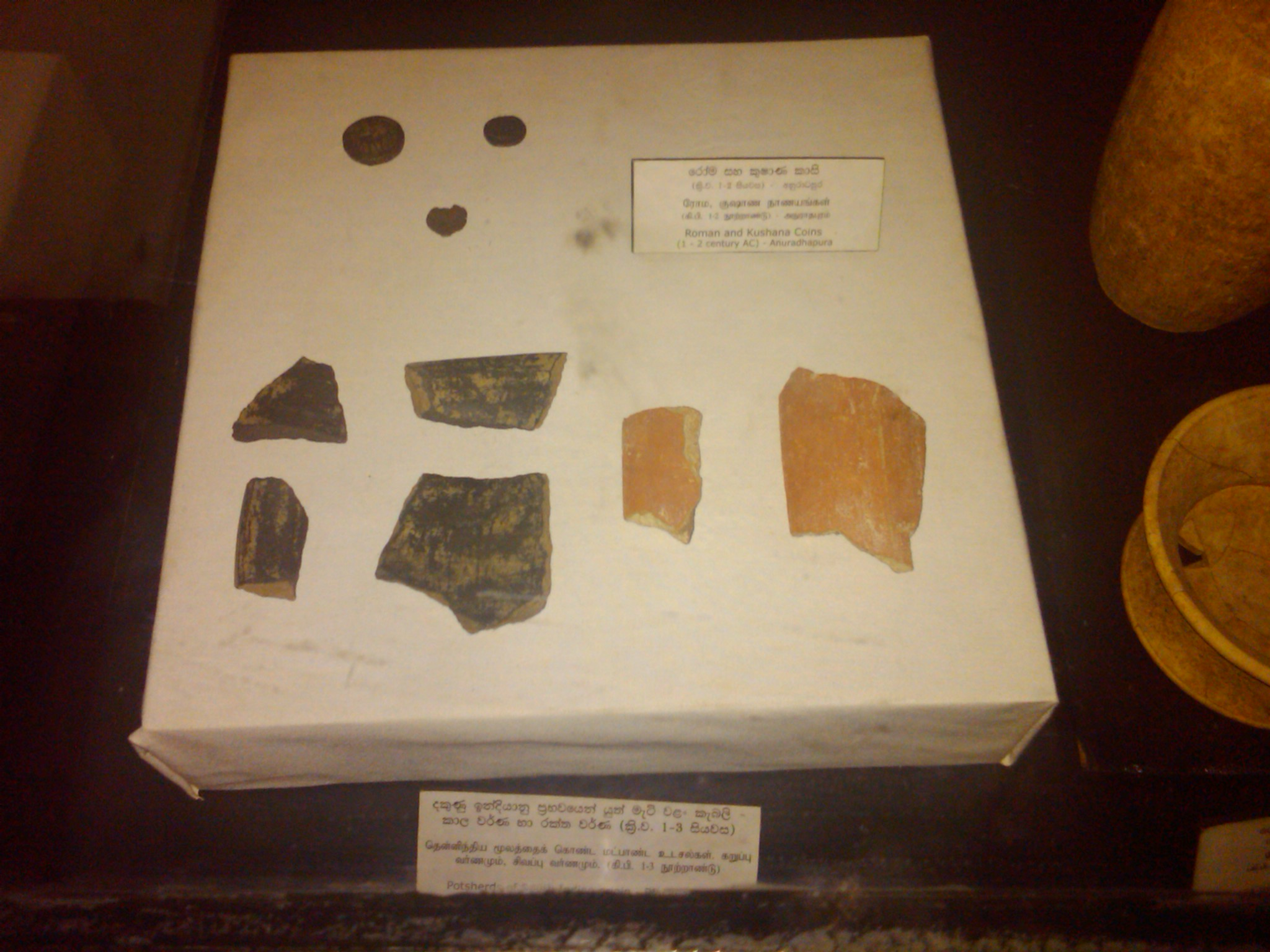
Trossos de ceràmica negra i vermella de l'Índia meridional que s'han trobat a Sri Lanka datats dels segles I i II, conservats al Museu nacional de Colombo, de Sri Lanka.

S'han trobat trossos de ceràmica del segle ii aC amb escriptura tàmil a Pooneryn, al nord de Sri Lanka. Algunes d'aquestes tenen inscrit el nom de clan "vela", que està relacionat amb els "velirs" (caps aristocràtics de Tamilakam, de l'antic país tàmil). També s'han excavat trossos de ceràmica amb inscripcions tàmils a Tissamaharama, al sud de l'illa. Hi ha evidències epigràfiques de gent que s'identificaven a si mateixos com a damelas o damedas (la paraula en pàcrit que vol dir tàmil) a Anuradhapura, la capital de l'antiga regió de Rajarata i en altres zones de Sri Lanka ja des del segle ii aC. En aquesta època ja hi ha evidències històriques que els reialmes tàmils ja estaven íntimament lligats amb els afers de l'illa singalesa. Per exemple, en el poema històric Mahavamsa s'explica que aventurers tàmils com el rei Elara van envair l'illa al voltant de l'any 145. Entre els segles VII i XI hi havia tants soldats tàmils indis a Anaradhapura que els reis i caps locals van acudir a ells per a afirmar la seva legitimitat. En el segle viii ja hi havia poblats tàmils coneguts amb el nom de Demel-kaballa (allotjaments tàmils), demelat-valademin (poblats tàmils) i Demel-gam-bim (poblats i terres tàmils).

#### Període medieval i colonial
En els segles IX i X hi va haver nombroses incursions pandyes i Chola que van culminar amb l'annexió de Sri Lanka a l'Imperi Chola a la segona meitat del segle xi.
Durant el regnat del rei txalukya Vikramaditya VI a finals del segle xi i a inicis del xii, l'Imperi txalukya occidental, que havia derrotat els Chola en diverses ocasions, va debilitar el seu imperi. Aquest eventual declivi del poder Chola a l'Índia meridional al segle xii també fou degut a l'ascens del poder de l'Imperi Hoysala a la regió. Al voltant del 1225 els hoysales van estendre el seu poder a Tamil Nadu i van convertir a la ciutat de Kannanur Kuppam, a prop de Srirangam en la seva capital provincial al sud de l'Índia. Els Chola i els pandyes van atorgar al rei hoysala Vira Narasimha II el títol honorífic d'«oncle» (Mamadi) i els pandyes van donar tributs als hoysales. El declivi del poder Chola a Sri Lanka va produir la restauració de la monarquia de Polonnaruwa a finals del segle xi. El 1215, després de la invasió padya, es va establir un regne independent a Jaffna dominat per la dinastia tàmil d'Aryacakravarty a la Península de Jaffna i a les seves zones veïnes al nord de Sri Lanka. L'heroi Alagakkonara, descendent de comerciants de Kanchipuram, a Tamil Nadu, van expandir aquest regne cap al sud. Aquest va esdevenir primer ministre del rei singalès Parakramabahu V al segle xiv i el seu descendent Vira Alakeshwara va esdevenir rei dels sinhalesos però fou enderrocat per l'almirall xinès Chem Ho el 1409.
La dinastia Arya Chakaravarthi va governar una gran zona del nord-est de Sri Lanka fins a la conquesta per part de l'Imperi Portuguès del Regne de Jaffna el 1619. Les zones costaneres de l'illa van caure en mans de l'Imperi Holandès i van esdevenir part de l'Imperi Britànic el 1796. El navegant anglès Robert Knox va descriure el país tàmil de l'illa en la seva publicació An Historical Relation of the Island Ceylon en la qual va dibuixar el mapa de diversos reialmes el 1681. Els europeus van identificar que hi havia una nació tàmil separada al nord-est de l'illa.
L'estructura de castes singalesa també havia acomodat immigrants hindús de l'Índia meridional des del segle xiii. Aquests van provocar l'emergència de tres noves castes singaleses: els salagama, els durava i els karava. Les immigracions dels hindús i la seva assimilació va continuar fins al segle xviii.

### Època contemporània
L'Imperi Britànic va consolidar el domini del territori tàmil del sud de l'Índia i va crear la Presidència de Madràs que es va integrar a l'Índia britànica. De la mateixa manera, les zones de parla tàmil de Sri Lanka van passar a formar part, juntament amb altres regions de l'illa de la Ceylon britànica el 1802. Aquesta va continuar unida amb l'Índia després de la seva independència el 1948.
Quan l'Índia va obtenir la seva independència el 1947, la Presidència de Madràs va esdevenir l'Estat de Madràs que comprenia l'actual Tamil Nadu, la zona costanera d'Andhra Pradesh, el nord de Kerala i la costa del sud-oest de Karnataka. Aquest estat comprenia la zona tàmil-parlant. El 1953, els districtes del nord van formar Andhra Pradesh. El 1956, l'Estat de Madràs va perdre els seus districtes costaners de l'oest. Els districtes de Bellary i de Kanara meridional van ser cedits a l'estat de Mysore i Kerala es va formar amb el Districte de Malabar i amb els antics principats, Travancore i Kochi. El que quedava de l'estat de Madràs es va passar a dir Tamil Nadu.
Quan es va adoptar el sistema federal, hi van començar a haver algunes demandes inicials que pretenien un estat tàmil independent. Però a Sri Lanka, l'organització centralitzada del nou estat va discriminar els tàmils enfront de la majoria singalesa. Això va provocar demandes a favor d'un federalisme que es van definir en un moviment a favor d'un país tàmil autònom a la dècada de 1970. La situació política va deteriorar-se i va esdevenir la Guerra Civil de Sri Lanka que va començar el 22 de juliol de 1983. El 2002 es va establir un acord de pau i un alto al foc que es va acabar a l'agost de 2006 quan hi va haver atacs entre els dos bàndols enfrontats. El 2009 els Tigres Tàmils van ser derrotats i el seu líder fou abatut i aquests van ser acusats de crims de guerra contra la població tàmil per l'estat singalès. Aquest fet va significar la fi de la guerra civil singalesa. En l'actualitat, els tàmils representen el 18% de la població de Sri Lanka (3.8 milions).

## Distribució geogràfica

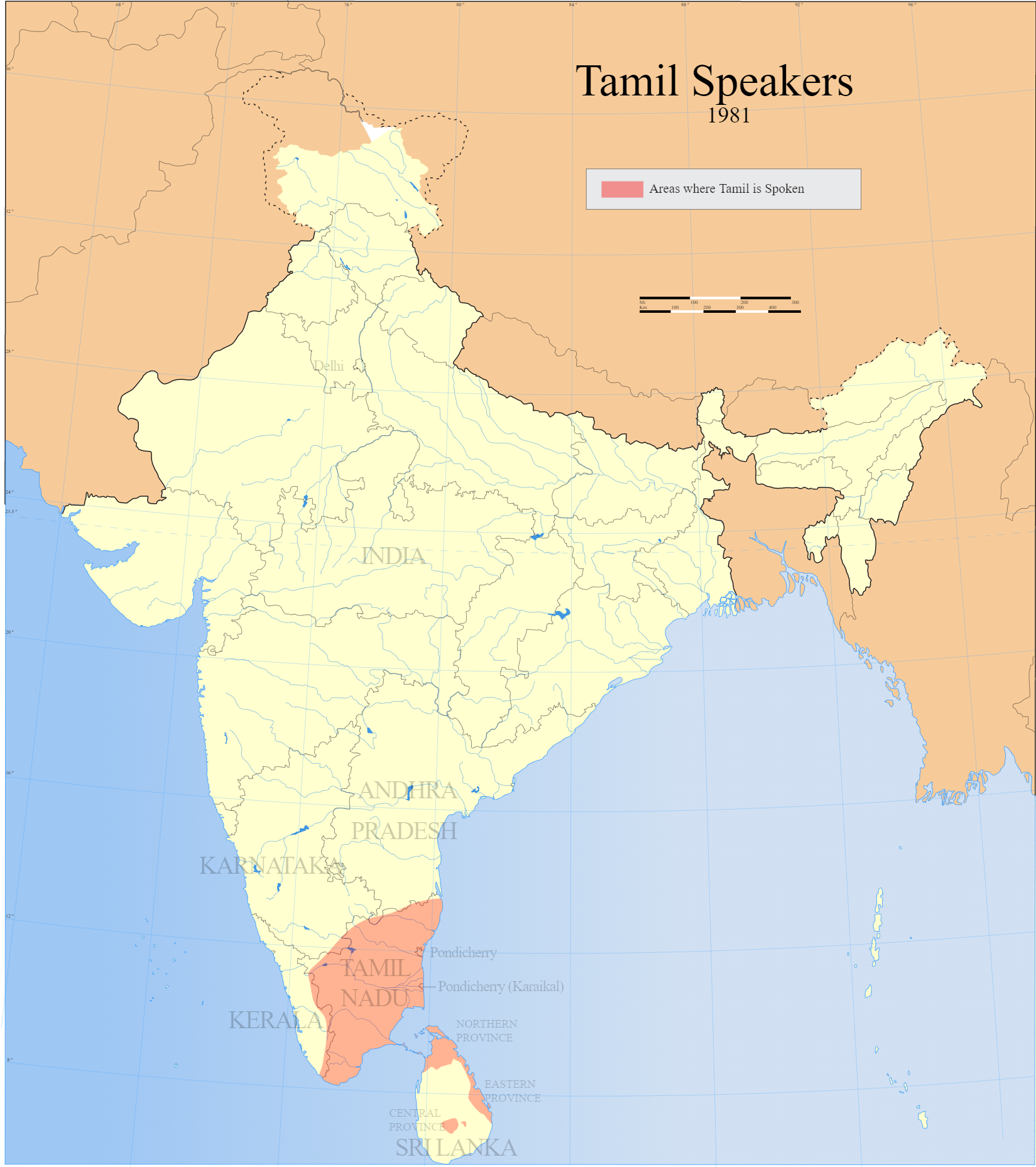
Distribució dels tàmil-parlants al sud de l'Índia i a Sri Lanka (1961).

### Tàmils a l'Índia
La majoria dels tàmils que viuen a l'Índia ho fan a l'estat de Tamil Nadu. Els tàmils també són majoria en Puducherry, una antiga colònia francesa. Els tàmils, a més a més, són una sisena part de la població de les illes d'Andaman i Nicobar.
Hi ha comunitats tàmils significatives en altres parts de l'Índia. La majoria hi han emigrat durant l'època contemporània, però també hi ha comunitats tàmils presents a altres zones de l'Índia des del període medieval. Les regions amb un nombre significatiu de l'Índia fora de Tamil Nadu són el sud de Karnataka (2.9 milions), Pune, Maharashtra (1.4 milions), Andhra Pradesh (1.2 milions), Palakkad i Trivandrum (a Kerala) (0.6 milions) i Delhi (0.1 milions).

### Tàmils a Sri Lanka

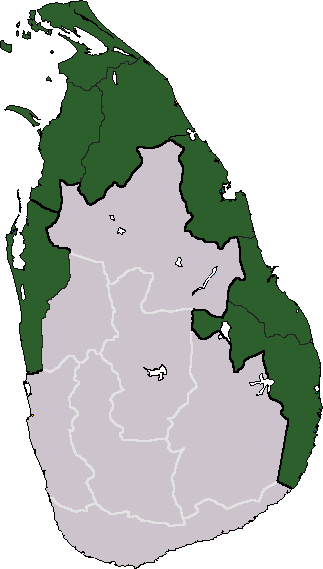
Territoris que reclamen diversos grups tàmils com a pertanyents a Tamil Eelam.

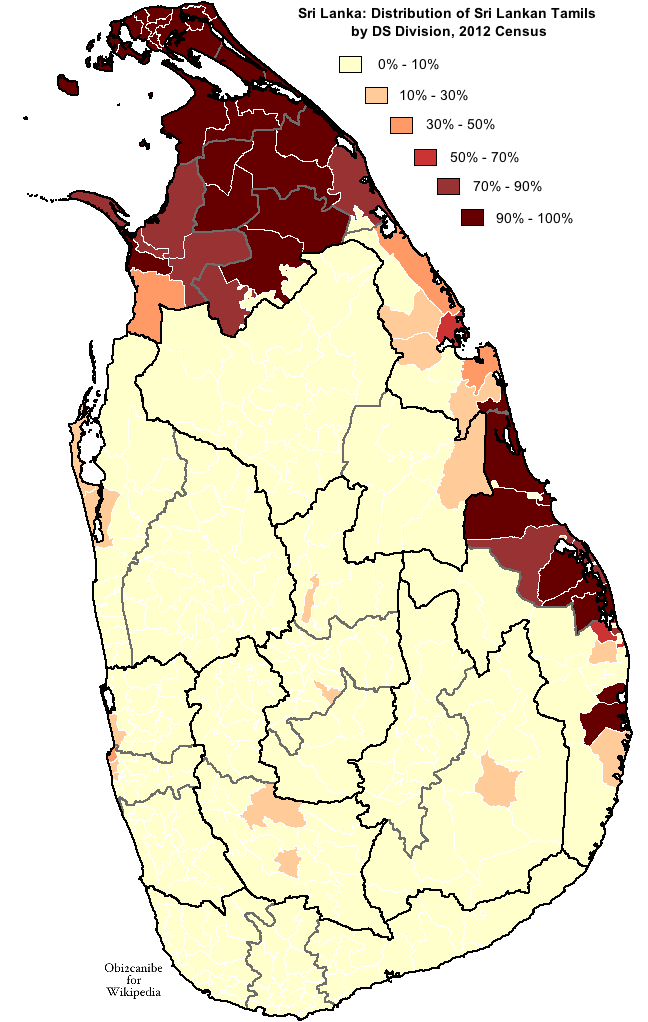
Distribució dels tàmils a Sri Lanka segons el cens del 2012.

Hi ha dos grups de tàmils a Sri Lanka: els tàmils singalesos (o tàmils de Sri Lanka) i els tàmils indis de Sri Lanka. Els tàmils de Sri Lanka són descendents dels tàmils de l'antic Regne de Jaffna i dels altres petits estats de la costa oriental singalesa anomenats Vannimai. Els tàmils indis de Sri Lanka són descendents de treballadors enviats des de Tamil Nadu a Sri Lanka al segle xix per a treballar en les plantacions de té, cafè i cautxú. A més a més, també hi ha una població de musulmans tàmil-parlants a Sri Lanka, però, a diferència dels tàmils indis aquests no són llistats de manera independent en les estadístiques oficials. A Sri Lanka hi viuen 2.270.924 tàmils singalesos (2014).
La majoria dels tàmils singalesos viuen a les províncies del nord (el 43,49% dels tàmils singalesos, on representen el 93,29% de la població total de la província) i de l'est (26,84%) i a la capital del país, Colombo (el 14,78% dels tàmils singalesos viuen a la província occidental), mentre que la majoria dels tàmils indis viuen a les terres altes del centre del país. Històricament, els dos grups han conformat comunitats separades, tot i que existeix un gran sentiment d'unitat des de la dècada de 1980.
A la dècada de 1960 hi va haver un acord entre els governs indi i singalès en el qual es va aprovar que el 40% dels tàmils indis obtindrien la ciutadania singalesa i que altres serien repatriats a l'Índia. A la dècada de 1990 la majoria dels tàmils indis havien obtingut la ciutadania de Sri Lanka.
S'estima que hi ha entre 450.000 i un milió de tàmils singalesos que viuen a la diàspora.

### Diàspora tàmil

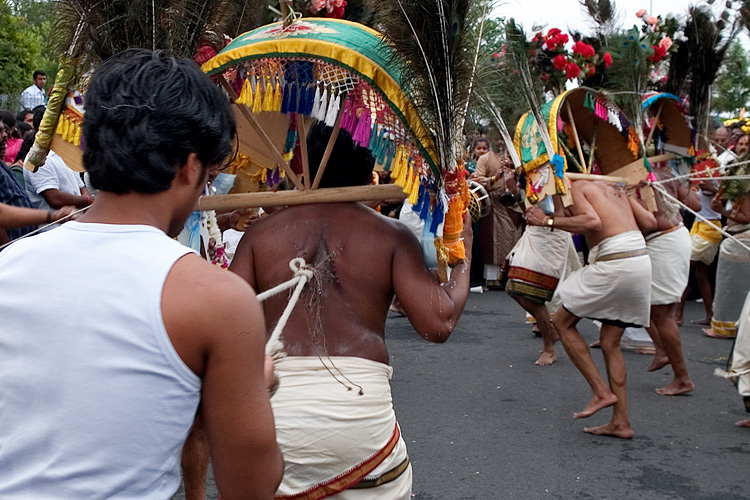
Ballarins de kavadi a Hamm, Alemanya.

Al segle xviii va començar l'emigració significativa de tàmils. Fou quan el govern colonial britànic va enviar molts tàmils pobres com a treballadors no remunerats arreu de l'Imperi Britànic, sobretot Malàisia, Sud-àfrica, Fiji, Maurici i el Carib. Al mateix temps hi va haver molts homes de negocis tàmils que van emigrar a altres parts de l'Imperi com Birmània i Àfrica oriental.

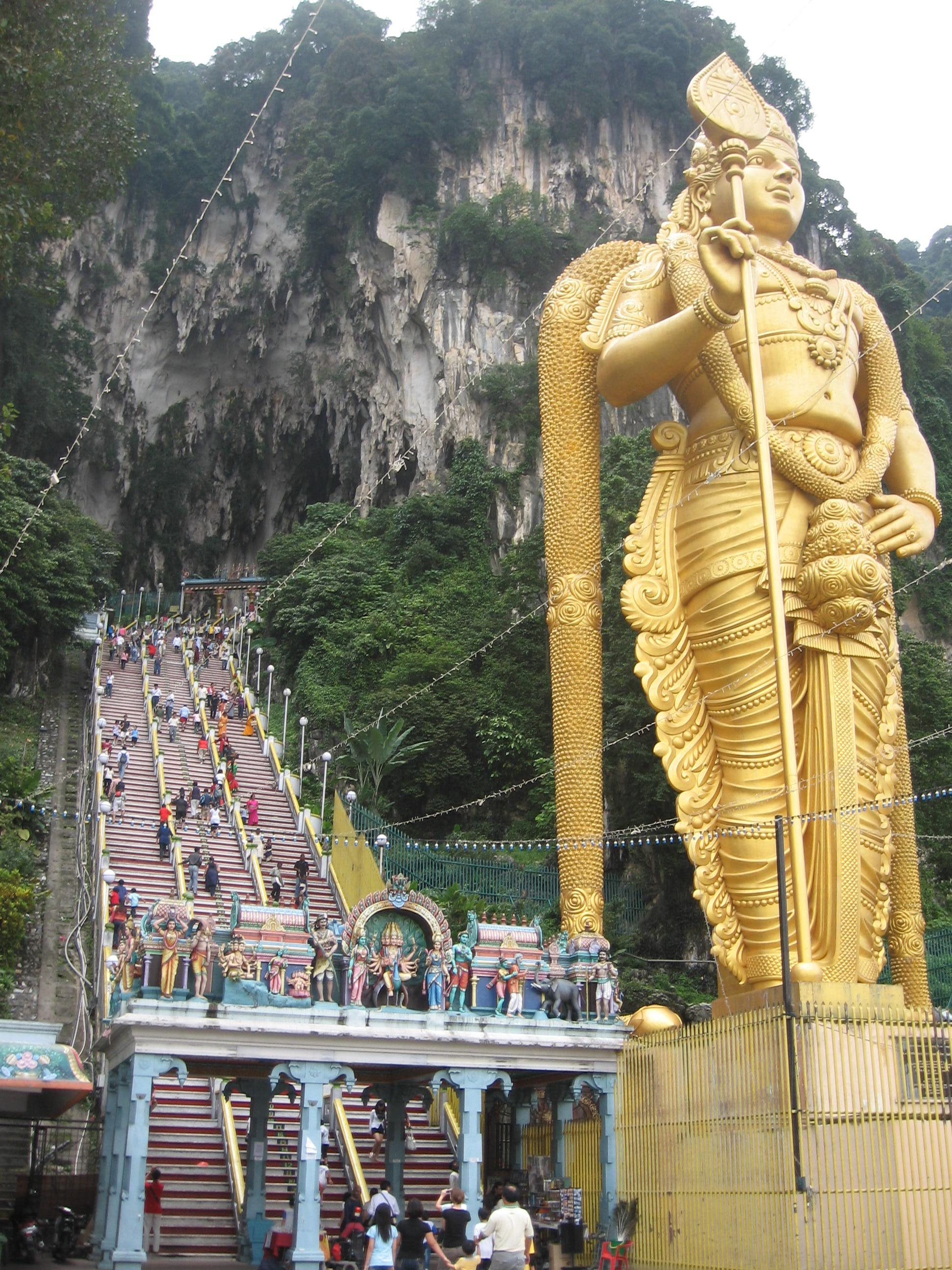
temple construït per tàmils de Malàisia a les coves de Batu a la dècada de 1880.

Encara hi ha molts tàmils que viuen en aquests països i les comunitats tàmils de Singapur, Illa de la Reunió, Malàisia i Sud-àfrica han conservat gran part de la seva cultura i llengua. Hi ha molts nens malais que estudien en escoles tàmils i molts d'aquests parlen el tàmil com a primera llengua. A Singapur, Maurici i Reunió, els estudiants tàmils aprenen el tàmil com a segona llengua a l'escola. A Singapur el govern ha considerat el tàmil com a llengua oficial tot i que els tàmils només en són el 5% del total de la seva població i també ha promogut l'ensenyament en tàmil. Altres comunitats tàmils com la de Sud-àfrica i Fidji ja no parlen el tàmil com a primera llengua però encara conserven una forta identitat tàmil i poden entendre la seva llengua.
A la dècada de 1980 va començar una emigració important de tàmils singalesos que volien escapar de la Guerra Civil de Sri Lanka. La majoria d'aquests emigrants han anat a Austràlia, Europa, Amèrica del Nord i el Sud-est asiàtic. Avui en dia, la comunitat tàmil més important fora d'Àsia està a Toronto, Canadà.

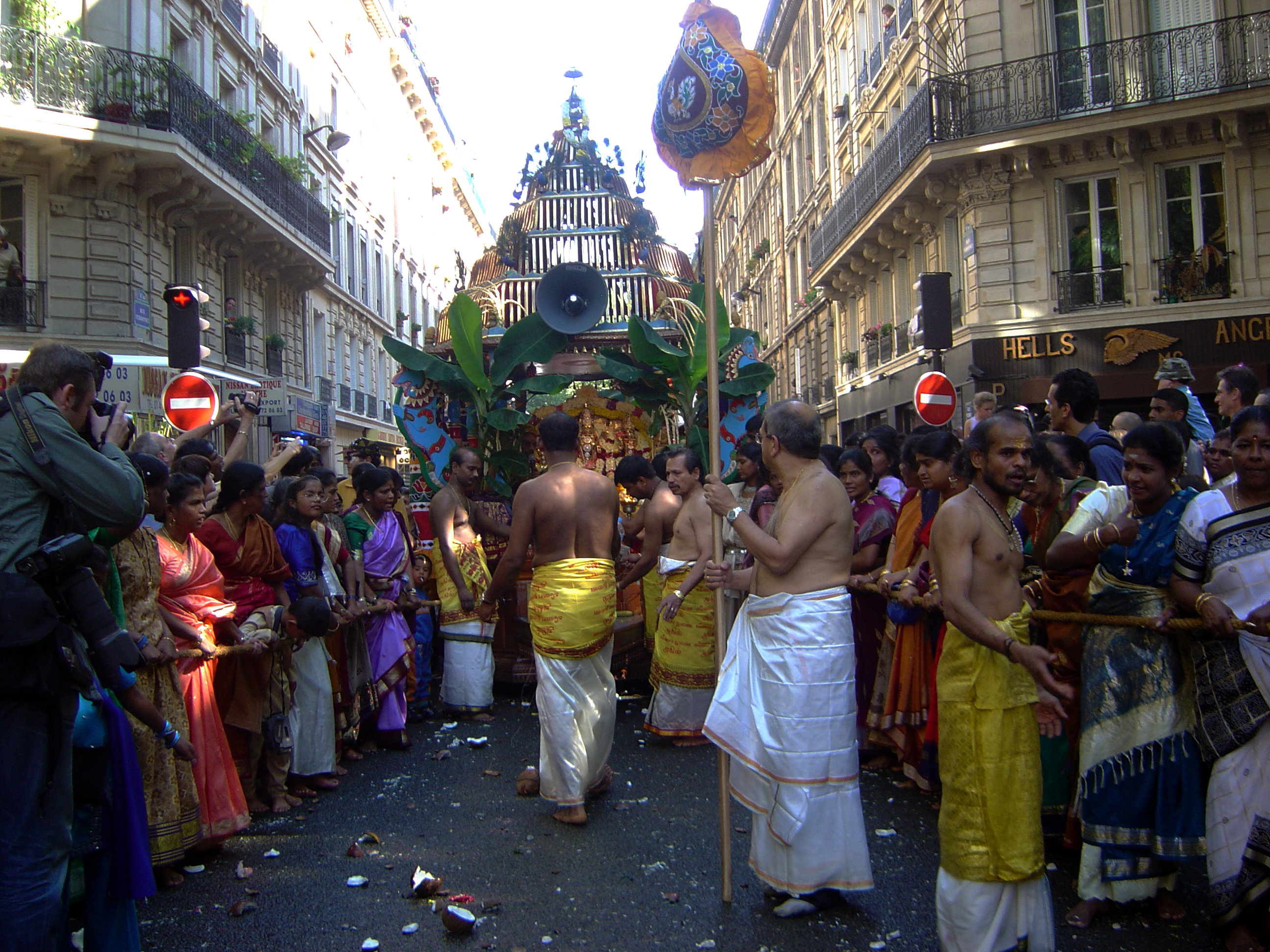
Celebració del festival Ganesh per la comunitat tàmil singalesa a París, França.

Les poblacions de tàmils de la diàspora més importants estan a:
- Malaysia ~1,396,000 (2000)[112]
- United Kingdom ~300,000[113]
- USA ~300,000[113]
- South Africa ~250,000[113]
- Canadà ~200,000[114]
- Singapore 188,591 (2010)[115]
- França ~125,000[116]
- Reunió ~120,000[113]
- Fiji ~80,000[113]
- Mauritius 72,089 (2011)[117]
- Alemanya ~50,000[113]
- Suïssa ~40,000[113]
- Austràlia ~30,000[113]
- Itàlia ~25,000[113]
- Països Baixos ~20,000[113]
- Noruega ~10,000[113]
- Thailand ~10,000[113]
- United Arab Emirates ~10,000[113]
- Nova Zelanda : 6800[118]

#### Malàisia
Els tàmils representen més del 75% dels indis que viuen a Malàisia, uns 1.743.922 habitants. La seva emigració va succeir sobretot en el període colonial britànic i han constituït comunitats tàmils.
Tot i això ja hi havia presència de tàmils a l'arxipèlag abans de la colonització britànica. Aquesta va ser considerable sobretot al segle xi, a l'època de l'Imperi Chola. Els tàmils havien estat un poble comercial important i van tenir presència a tota l'Àsia del sud-est. Tot i que la majoria d'aquests es van assimilar al grup ètnic malai majoritari, es van mantenir algunes comunitats pròpies com els tàmils musulmans i els txittys de Malaca.

#### Tàmils singalesos en la diàspora

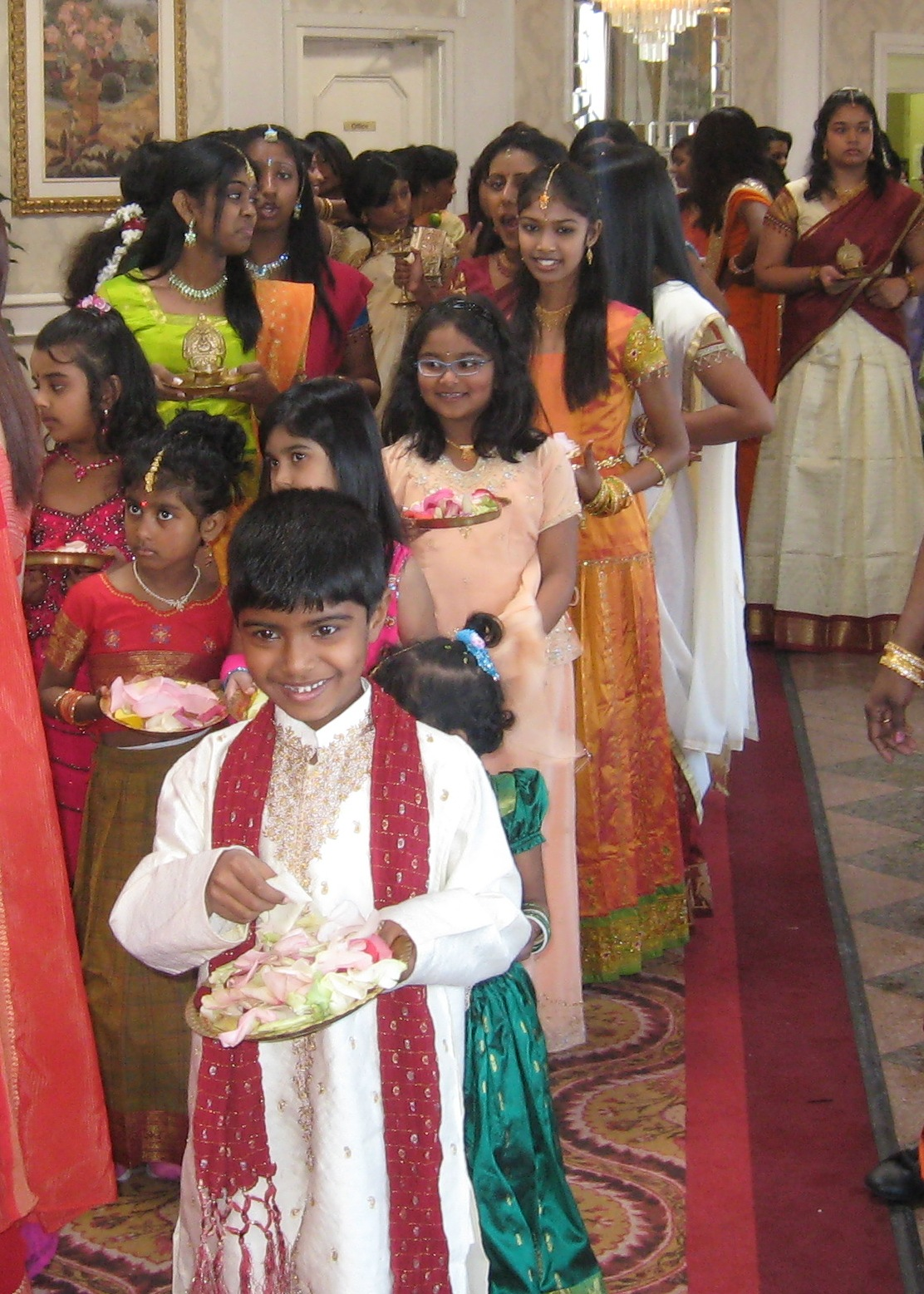
Nens tàmils singalesos expatriats a Toronto (Canadà), amb vestits tradicionals.

Hi ha presència de tàmils singalesos arreu del món, sobretot a Sud-àfrica, el Regne Unit, Canadà, Índia, Europa, Austràlia, Estats Units, Singapur, les Seychelles i Maurici. La majoria d'aquests volen que se'ls anomeni tàmils eelam, en referència al nou estat que volen crear a l'illa de Sri Lanka. L'emigració dels tàmils singalesos va començar a ser important a l'època colonial britànica, sobretot en altres colònies i va tenir un altre moment destacat amb l'erupció del conflicte civil singalès, que va provocar que hi hagués un gran nombre de refugiats que busquessin asil en altres països.
El Canadà és el principal receptor d'immigrants tàmils singalesos. Aquests tenen una comunitat important a Toronto.
Els principals països que han rebut immigrants tàmils singalesos són:
- Canadà ~200,000 (2007)[111]
- Regne Unit ~120,000 (2007)[125]
- Índia ~100,000 (2005)[126]
- França ~100,000 (2008)[127]
- Alemanya ~60,000 (2008)[128]
- Austràlia ~53,000 (2007)
- Suïssa ~50,000 (2008)[129]
- Malàisia ~24,436 (1970)[130]
- Països Baixos ~20,000 (2008)[131]
- Noruega ~10,000 (2000)[132]
- Dinamarca ~9,000 (2003)[133]

## Cultura
La cultura tàmil s'expressa en els camps de la llengua, la literatura, la música, la dansa, el teatre, l'art folklòric, les arts marcials, les arts plàstiques (pintura, escultura i arquitectura), els esports, la comèdia, la cuina, els costums, les festes, la filosofia, les religions, els rituals, les organitzacions, la ciència i la tecnologia.

### Llengua i literatura

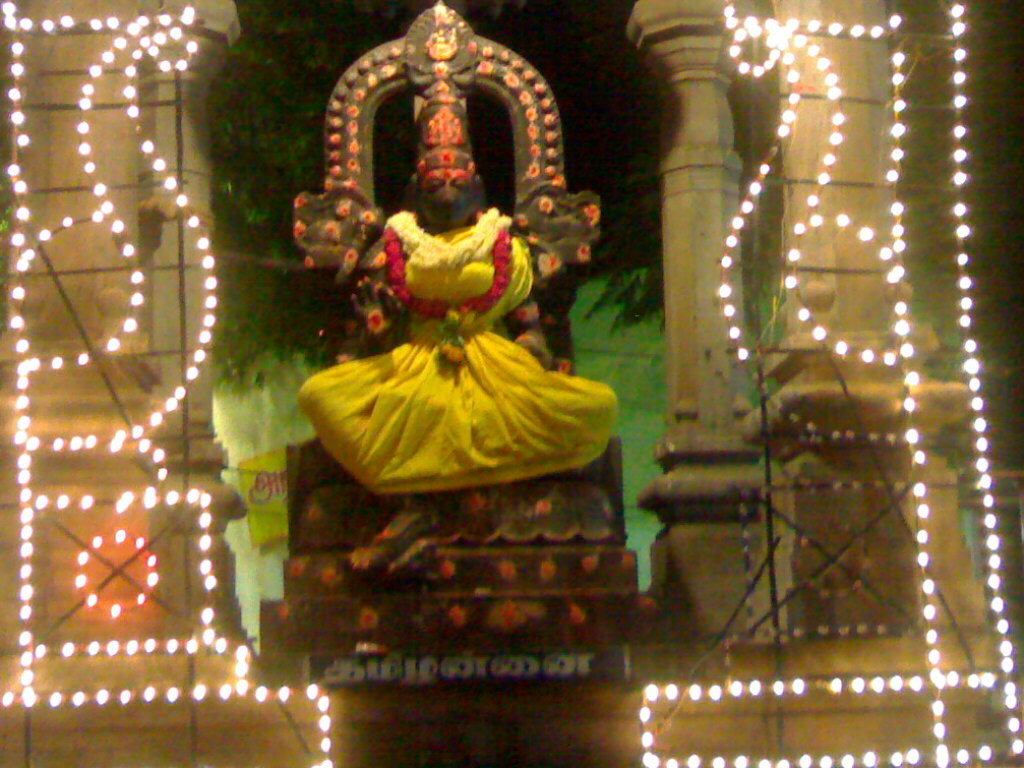
Un idol que representa la llengua tàmil com una deïtat.

Els tàmils parlen i escriuen en la llengua tàmil, que a la literatura de vegades és anomenada "Tamilannai" (la llengua materna). La llengua tàmil ha estat sempre un aspecte central en la seva identitat. El tàmil és una llengua dravídica que no està relacionada amb les llengües indoeuropees del nord de l'Índia. El tàmil ha estat menys influenciat pel sànscrit que altres llengües dravídiques i preserva moltes característiques del proto-dravidià. Tot i això, el tàmil que es parla avui en dia a Tamil Nadu utilitza manlleus tant del sànscrit com de l'anglès. La literatura tàmil té una antiguitat considerable i el tàmil és considerada com una llengua clàssica pel govern indi. La literatura clàssica tàmil, que abraça tant els gèneres de la poesia lírica com la poètica i la filosofia ètica, és molt diferent de la literatura contemporània i representa el cos més antic de literatura secular de l'Àsia meridional.
El tàmil és parlat per 68.763.360 persones arreu del món, dels quals 60.700.000 viuen a l'Índia (segons el cens del 2001). A més a més, en aquest país hi ha 8.000.000 de persones més que el parlen com a segona llengua, sobretot a Tamil Nadu i als seus estats veïns. A nivell oficial, és una llengua provincial a l'estat de Tamil Nadu i als territoris de Pondicherry i de les illes d'Andaman i Nicobar, on està plenament desenvolupada segons l'ethnologue. També és llengua nacional de Sri Lanka i és una llengua reconeguda a nivell educatiu a Singapur i Malàisia.

#### Literatura
La literatura tàmil és tota la literatura que s'ha fet en llengua tàmil. Els seus principals contribuïdors són tàmils del sud de l'Índia i de Sri Lanka, però també ho són els tàmils de la diàspora. A més a més cal afegir-hi contribucions d'autors europeus. La història de la literatura tàmil segueix els episodis de la història tàmil.
Els períodes de la història de la literatura tàmil són: Edat sangam; Període post-sangam (període didàctic, període devocional indú i narratives èpiques); Període de literatura medieval; Període de Vijavanagar i Nayak; i Literatura tàmil contemporània.
Hi ha una primera literatura sangam que es va crear entre els anys 600 aC i 300 aC La literatura sangam té un conjunt de 2381 poemes escrits per 473 poetes (102 dels quals són anònims). La literatura sangam és sobretot secular i tracta sobretot llegendes sangams de Tamilakam. Els poetes eren tant homes com dones de diverses classes socials. Al voltant de l'any 1000 es van fer antologies i compilacions d'aquests poemes, tot i que posteriorment van caure en l'oblit fins que van ser redescoberts per investigadors com Arumuga Navalar, C. W. Thamotharampillai i U. V. Shaminatha Iyer al segle xix. Aquesta literatura influí en la literatura moral d'autors hindús, jainistes i budistes.

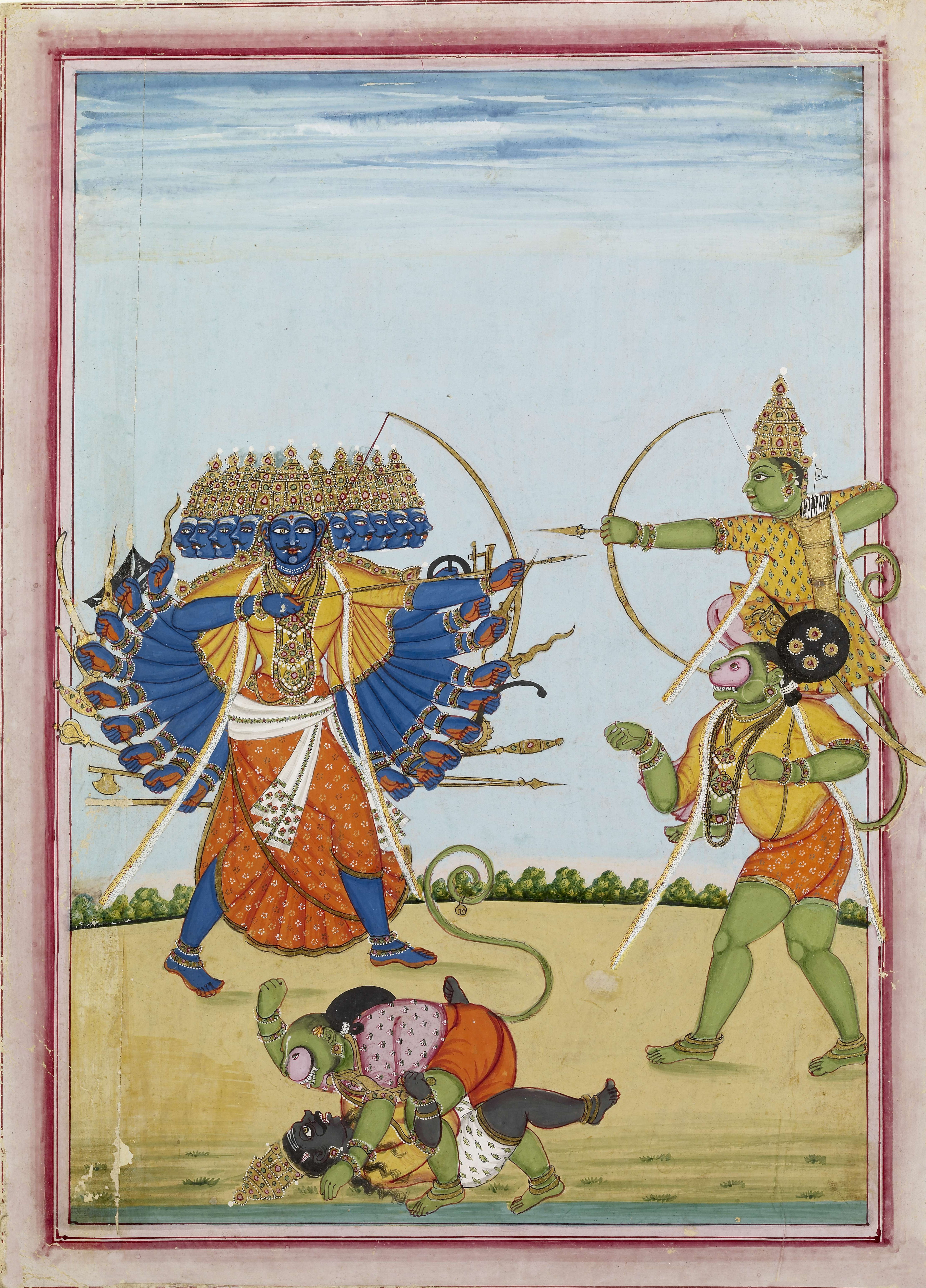
Rama i Hanuman lluitant contra Ravana en un àlbum pintat sobre paper de Tamil Nadu de 1820.

Els imperis Chola i pandya van patrocinar i donar suport a la literatura clàssica tàmil entre el segle v i XII. D'aquesta època en destaquen els poemes devocionals escrits pels nayanmars (60 poetes sants del xivaisme) i pels alvars (poetes sants del vixnuisme), així com el ramavataram (poema èpic tàmil escrit per Kamban el segle xii basat en el Ramayana de Valmiki i el Periya Puranam, poema èpic tàmil que explica les vides de seixanta-tres nayanars del xaivisme, compilat al segle xii, que representa el corpus canònic d'aquesta branca de l'hinduisme. La literatura del final de l'època medieval es compon de treballs literaris menors i unes escasses contribucions d'autors musulmans i europeus.
A la segona meitat del segle xix hi va haver una revifalla de la literatura tàmil conegut com la Renaixença Tàmil. La literatura tàmil contemporània va començar amb Subramania Bharathi, un poeta i autor nacionalista indi que va utilitzar el poder de la literatura per a influenciar a les masses. En aquesta època va començar i proliferar la novel·la i el conte. Aquesta literatura, a més a més, ha interaccionat plenament amb el cinema tàmil. La culminació d'aquesta renaixença fou a la dècada de 1960. Els autors nacionalistes tàmils més destacats d'aquesta època són Chakravarthi Rajagopalachari, V. O. Chidambaram Pillai, V. V. S. Aiyar, Subravamania Siva, V. Kalyanasundara Mudaliar i M. P. Sivagnanam.
A banda, també cal destacar l'existència d'una literatura tàmil singalesa. Aquesta també comença al període sangam (hi destaca el poeta Eelattu Poothanthevanar) i continua a l'època medieval durant el Regne de Jaffna fins a l'època contemporània. Durant l'època del regne de Jaffna en destaquen les obres de Karavaiya i Vaiyapuri Aiyar. Durant l'època colonial, en destaquen els autors Muttukumara Kavirajar i Arumuga Navalar. A l'època contemporània també cal considerar la literatura feta pels refugiats tàmils singalesos sobretot a Europa; d'aquests, en destaquen els autors:Jeyapalan, Vijayendran, Aravinthan, Karunakara Moorthy i Partipan.

### Religió

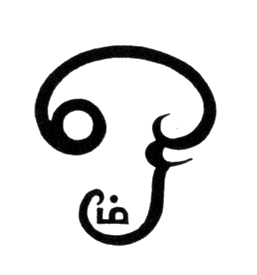
El símbol om a l'escriptura tàmil.

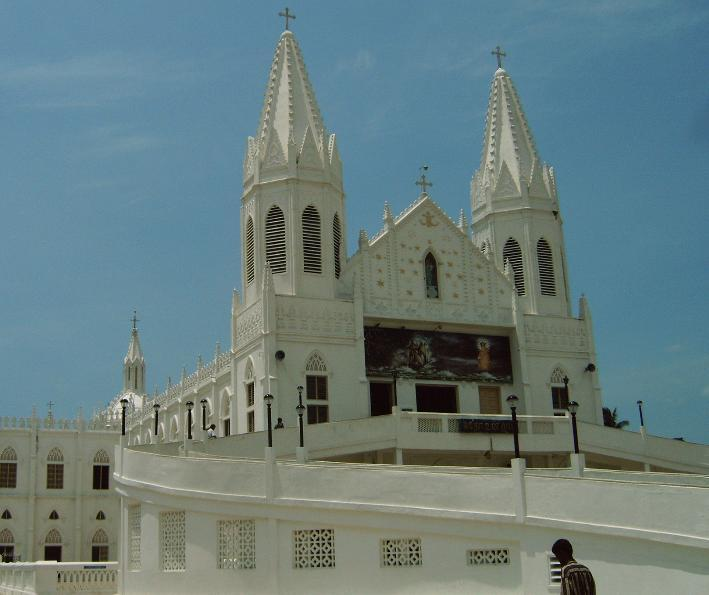
Basílica de Nostra Senyora de la Bona Salut de Velankanni, una església mariana.

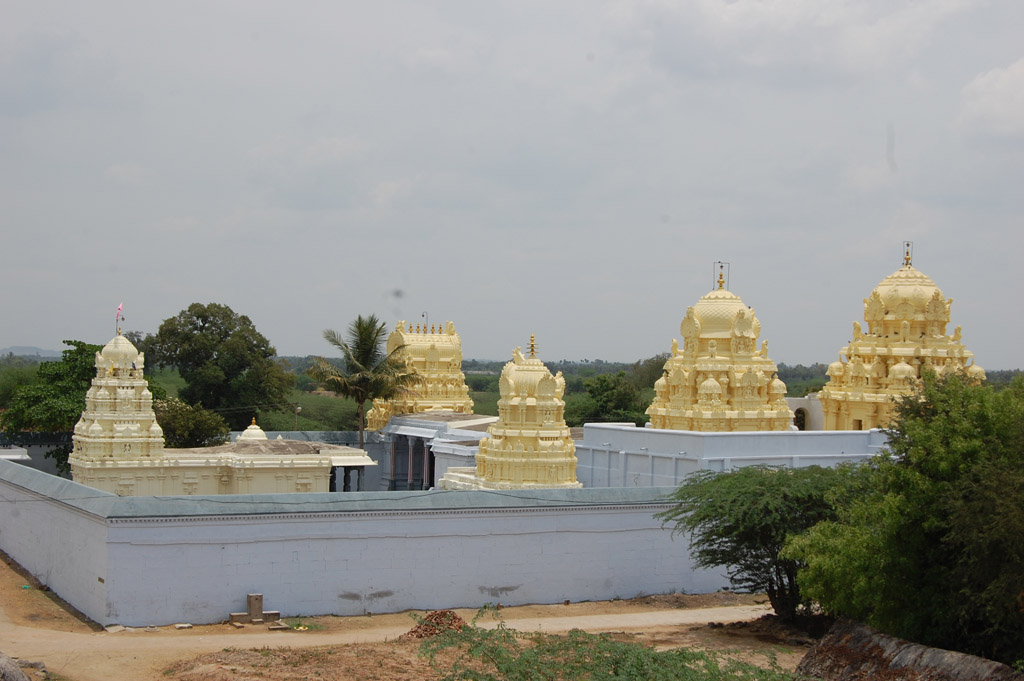
Temple jainista tàmil de Karandai Digambar

A Tamil Nadu, un 88% de la població són hindús,un 6% són musulmans i un 5,5% són cristians. La majoria dels musulmans de Tamil Nadu parlen tàmil i menys del 15% d'aquests consideren que la seva llengua materna és l'urdu. En l'actualitat només hi ha pocs milers de tàmils jainistes. També són considerables les minories atees, racionalistes i humanistes com a resultat de la revifalla cultural tàmil del segle xx i la seva antipatia envers l'hinduisme brahmànic.
Karttikeya, el fil de Shiva, és el déu més popular dels tàmils. També és molt comú l'adoració de la deessa hereva de la mare terra, Amman (o Mariamman). També hi ha molta devoció envers l'heroïna del Cilappatikaram, Pattini, sobretot a Sri Lanka. El déu Ayyavazhi també té molts seguidors, sobretot als districtes meridionals de Tamil Nadu. A més a més de tots aquests, hi ha molts temples i devots de Vishnu, Shiva, Ganapathi i altres déus hindús.
Els musulmans de Tamil Nadu pertanyen a les confraries sufís de la xadhiliyya. Els centres de pelegrinatge islàmics més importants de Tamil Nadu són Erwadi, al districte de Ramanathapuram i Nagore, al districte de Nagapattinam.
Els festivals tàmils més importants són el Ponga (festa de la collita que se celebra a mitjans de gener) i el Varudapirappu, l'any nou tàmil que se celebra el 14 d'abril; aquests són celebrats per tots els tàmils, sigui quina sigui la seva confessió religiosa. Els festivals hindús més destacats són el Deepavali, el Thaipusam, el Panguni Uttiram, l'Adiperukku (regió de Cauberi) i l'Ayya Vaikunda Avataram (celebrat en els districtes del sud de Tamil Nadu).
A les zones rurals de Tamil nadu hi ha moltes deïtats locals que es diuen Aiyanars; aquestes són una espècie d'esperits d'herois locals que protegeixen l'aldea. Com una supervivència d'una antiga tradició tàmil, hi ha pedres que s'han erigit en memòria dels herois que van morir en batalla.
El xivaisme és una secta hinduista important entre els tàmils, sobretot entre els singalesos, tot i que la majoria dels llocs importants pel xivaisme estiguin al nord de l'Índia. El renaixement de la tradició del Bhakti (relació personal, concreta i existencial del bhakta -devot- amb déu) es degué sobretot als poetes sants, alvars i nayanars, que eren majoritàriament tàmils. El filòsof Ramanuja, propagador de la teoria del Visishtadvaitam va portar molts canvis a les pràctiques religioses en el segle x, creant noves regulacions en els temples i acceptant les castes baixes hindús.
Els tàmils jainistes són el 0,13% del total de la població de Tamil Nadu. Tot i això, aquests van escriure molts dels treballs de la literatura tàmil. Segons George L. Hart, la llegenda dels sangams tàmils està basada en el sangham jainista de Madurai.

### Arts visuals i arquitectura
.

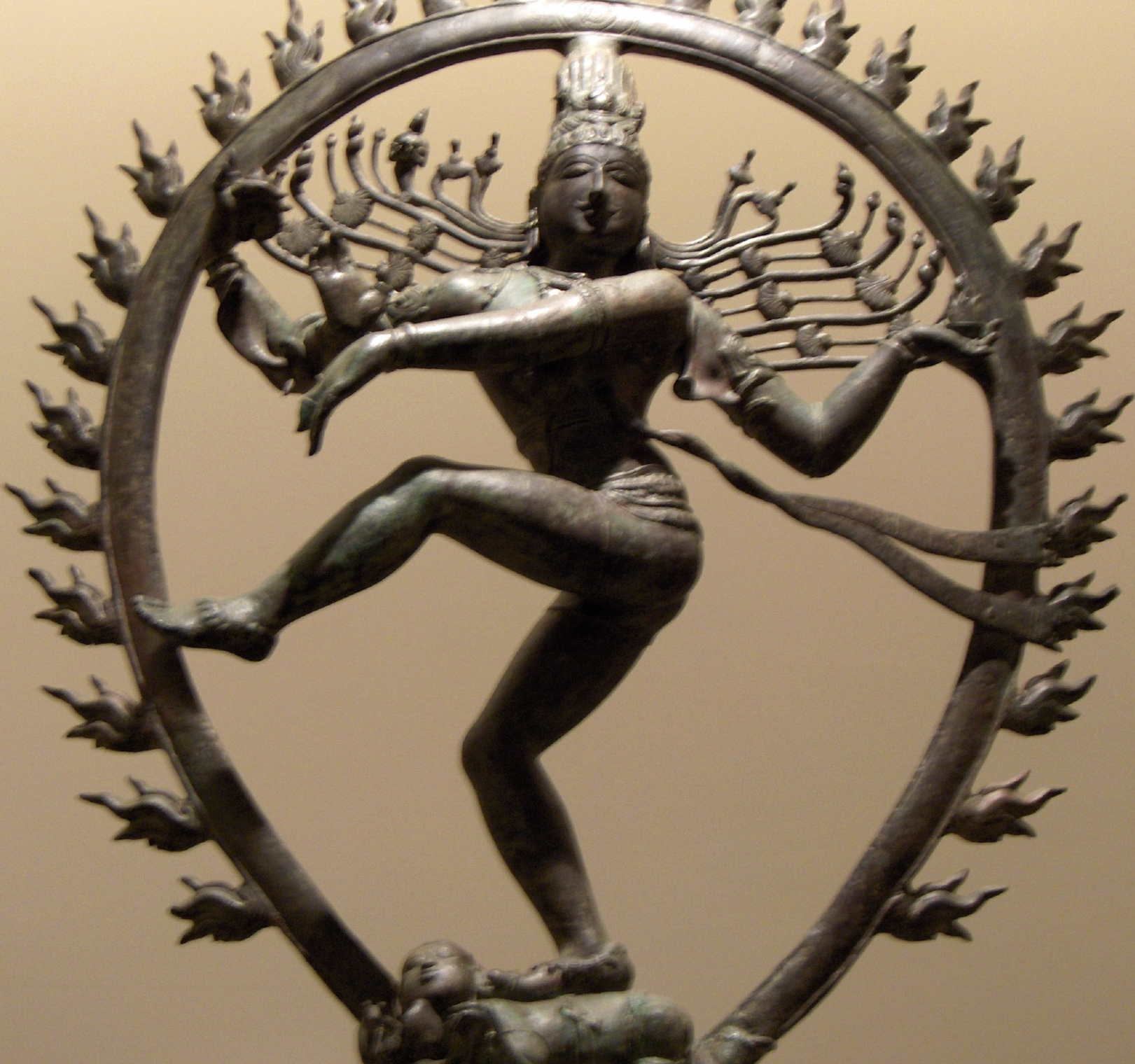
La dansa de Shiva o Nataraja és un típic exemple dels bronzes Chola.

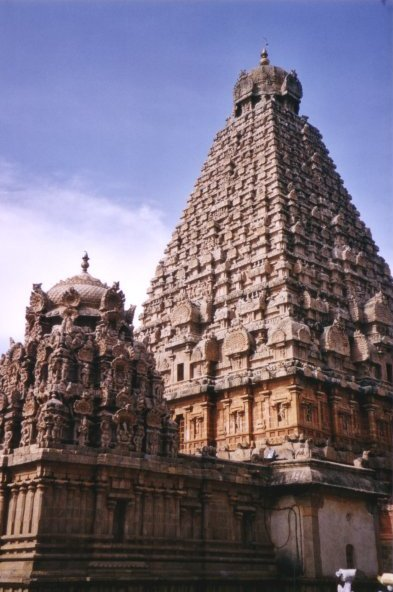
El temple Brihadeshswara de Thanjavur, també conegut amb el nom del Gran Temple, construït per Rajaraja Chola I

La majoria de l'art tradicional està basat en temes religiosos de l'hinduisme. Aquests solen representar l'universal, tot i que ocasionalment també representen l'home.
La pintura tàmil més important és la Pintura Tanjore, que es va originar a Thanjavur al segle ix. La base de la pintura està feta de tela recoberta amb òxid de zinc sobre la qual es pinta la imatge utilitzant colorants; després es decora amb pedres semi-precioses o amb or o plata. Un altre tipus de pintura que té tècniques molt diferents és la pintura mural en les parets dels templesj. Els murals més importants estan al Temple Meenakshi de Madurai i al temple Brihadeeswarar de Tanjore.
Els tàmils han fet des d'escultures de pedra elegants fins a imatges de bronze molt detallades. Els bronzes medievals Chola són considerats com una de les més importants contribucions que ha produït l'Índia en el camp artístic. A diferència de la majoria de l'art occidental, el material amb què està feta l'escultura no influencia en la seva forma, si no que l'escultor s'imposa al material. Per exemple, sovint es veuen escultures fetes amb pedra que tenen formes que normalment es reserven al metall.

#### Arquitectura

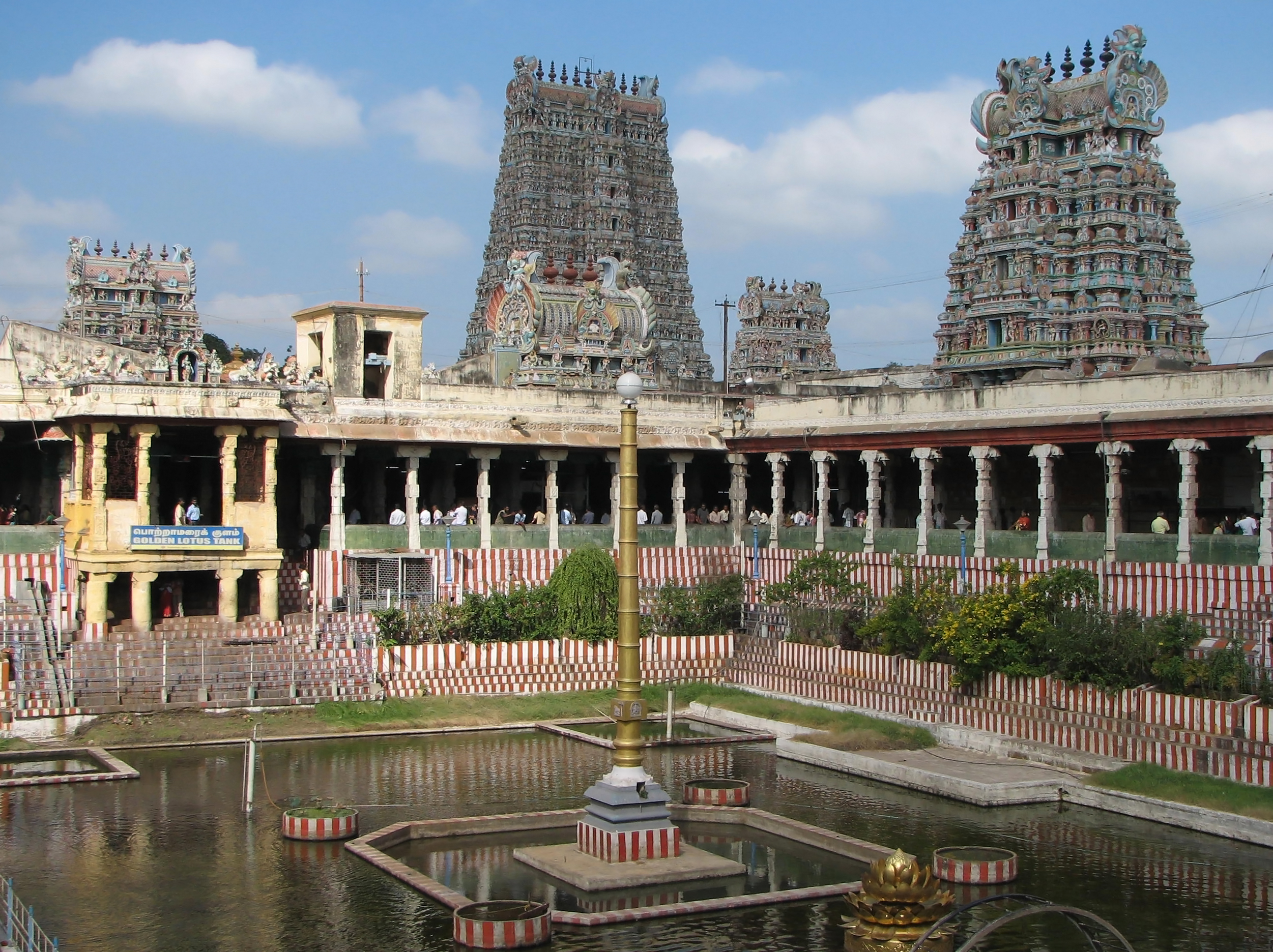
Temple Meenakshi Amman.

Els tàmils han desenvolupat un estil i unes tècniques pròpies en la seva arquitectura al llarg de milers d'anys (arquitectura dravidiana. Tot i que l'arquitectura tàmil antiga tenia tant cases com palaus i edificis públics, els temples són els edificis que han perviscut. La UNESCO ha reconegut dos antics temples com Patrimoni de la Humanitat: Mahabalipuram (600-900) i els Grans temples vivents Chola (848-1280). L'estructura que identifica l'arquitectura religiosa tàmil són la culminació en forma de piràmide (gopurams) dels temples. Aquestes torres estan molt decorades amb escultures i colors.
|  |  |  |  |

### Música
Obres literàries antigues tàmils, com el Cilappatikaram descriuen la música antiga tàmil i un document pal·lava del segle vii és un dels primers exemples de la música índia antiga escrita. Algunes danses com el Bharatanatyam són modernes, però es basen en danses antigues ballades als temples ballades per cortesans i dames (davadasis).
La música antiga tàmil es va desenvolupar durant el període Sangam i és la predecessora de la música carnàtica. La música era una part integral de les composicions poètiques fetes pels poetes sants entre els segles vi i x. Els poemes de la literatura sangam mencionen diversos instruments musicals com el seerkazhi, el murasu(percussió), el yazh i la flauta (l'instrument més popular de l'època).

### Arts escèniques

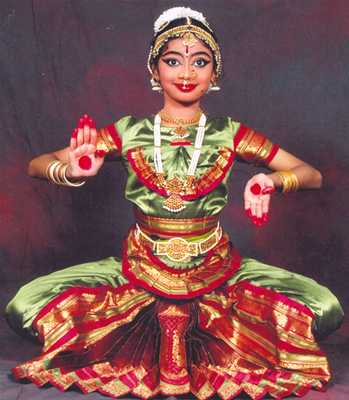
Jove ballarí de Bharatanatyam

Les principals arts escèniques tàmils són la dansa, el teatre i el cinema.
Alguns tipus de danses com el bharatanatyam tenen orígens recents però estan basades en velles formes de danses que es feien en els temples conegudes com Catir Kacceri i que eren practicades per cortesans i una classe de dones anomenada devadasis. El karakattam és una dansa tradicional tàmil que, en la seva variant religiosa, és ballada davant una imatge de la deessa Mariamma. El kuravanci és un ball-drama en el qual hi ballen vuit dones. El therukoothu (joc de carrer) és una forma de teatre de carrer que normalment es fa en les places dels pobles de manera molt simple; en ella no hi ha una performance formal i els actors interaccionen amb el públic. Aquesta forma de teatre de carrer en l'actualitat s'ha adaptat als missatges socials actuals com l'abstinència, els missatges en contra el sistema de castes, al mateix temps que incorpora informació sobre els drets legals dels indis.
Els estils de dansa tàmils més famosos són: el bharatanatyam (dansa clàssica), el karakattam (antiga dansa folk tàmil), el koothu (dansa folklòrica de carrer), el thappattam (dansa tradicional i percussions), el kavadiattam (dansa dedicada al déu tàmil Murugan), el kummiyattam (dansa folklòrica femenina), el bommalattam (dansa de marionetes), el puliyattam (dansa del tigre), el mayilattam (dansa del paó), el paampu attam (dansa de la serp), l'Oyilattam (dansa de Gràcia) i el poikal kudirai Attam (dansa de cavalls).
A Tamil Nadu també hi ha una tradició teatral molt desenvolupada que ha estat influenciada pel teatre occidental. Existeixen companyies de teatre que fan obres absurdistes, tealistes i humoristes.

#### Cinema i teatre

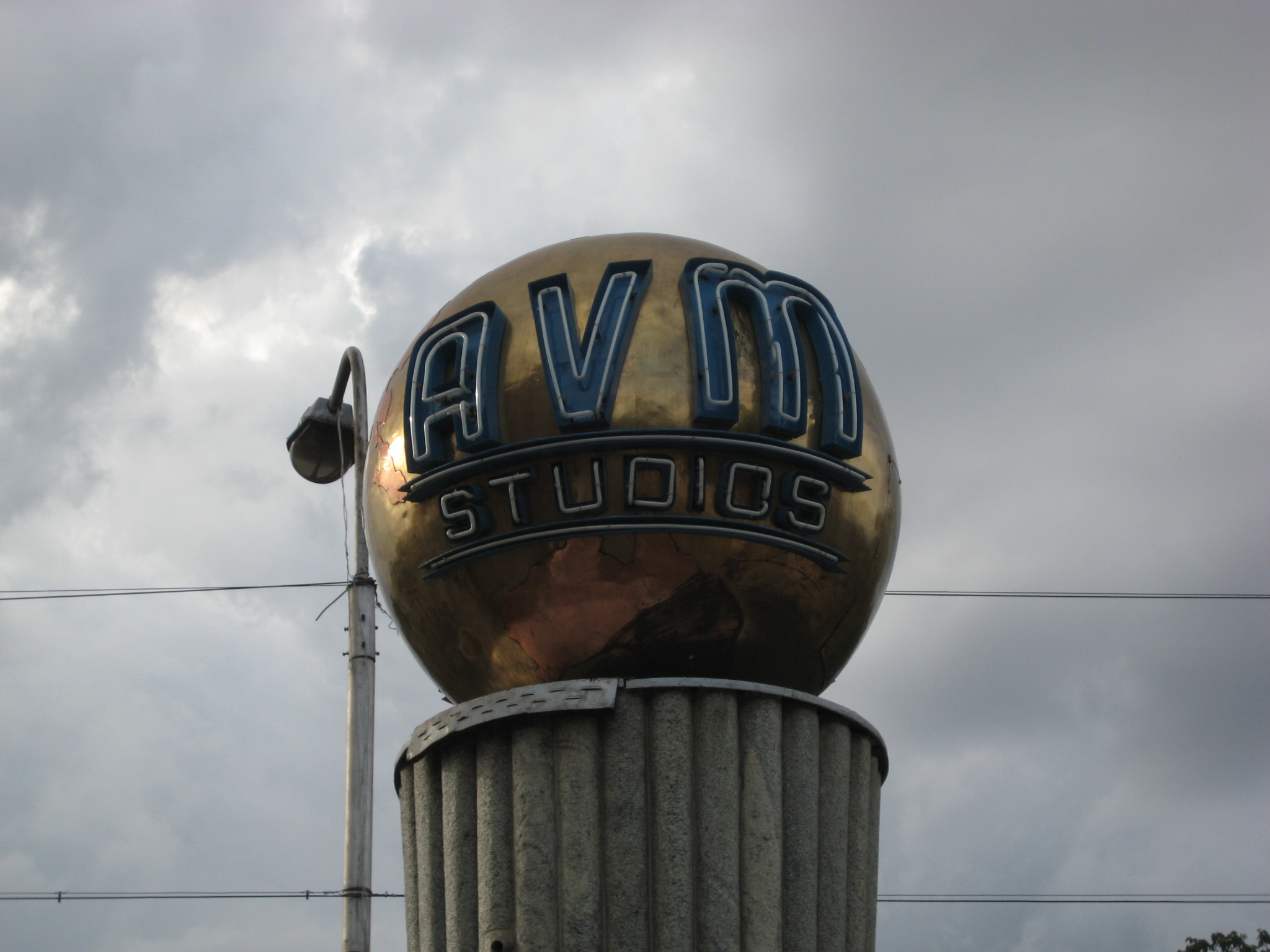
Estudis AVM de Chennai, els estudis cinematogràfics més antics que encara existeixen avui en dia a l'Índia.

Durant l'època clàssica tàmil va florir la cultura teatral. El teatre tàmil té una llarga i variada història, l'origen del qual es pot traçar fins fa dos mil anys, que hi havia els gèneres teatrals Kotukkotti i Pandarangam, que ja estan mencionats en una antiga antologia de poemes titulada Kalingathu Parani.

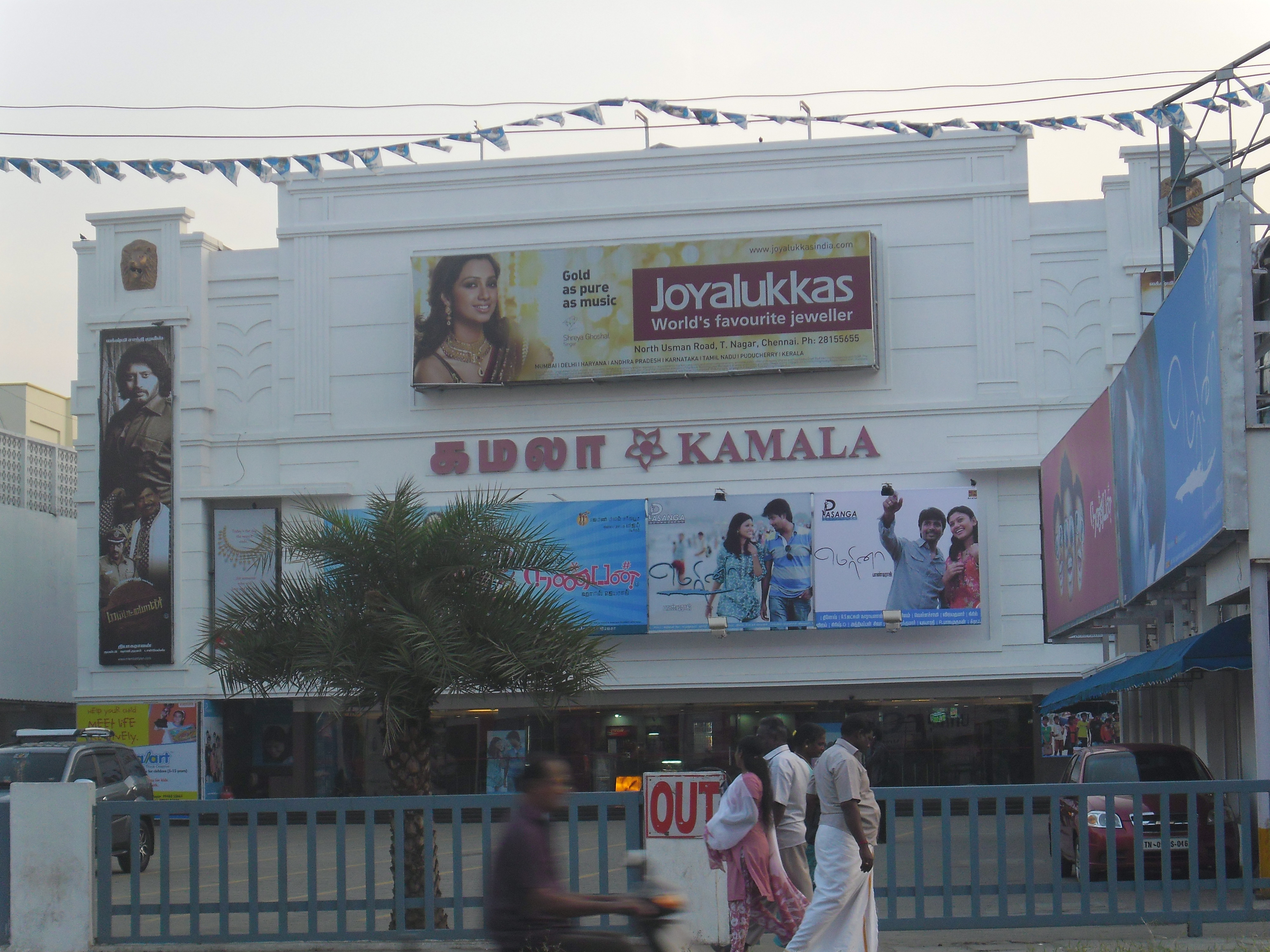
Cinema Kamala de Chennai

La indústria moderna del cinema es va originar al segle xx. Chennai és la capital del cinema tàmil, que és conegut amb el nom de Kollywood (ja que els principals estudis estan a Kodambakkam, un poble proper a Chennai) i que representa la segona indústria del cinema més important després de Bollywood. El cinema de Konnywood no només ha arribat a les audiències locals, si no que ha traspassat fronteres, sobretot a través de la diàspora tàmil. Les pel·lícules tàmils de Chennai es distribueixen a cinemes de Singapur, Sri Lanka, Sud-àfrica, Malàisia, Japó, Oceania, el Proper Orient, l'Europa Occidental i Amèrica del Nord. A més a més, també hi ha produccions cinematogràfiques basades en el cinema de Kollywood produïdes fora l'Índia: hi ha producció de cinema tàmil a Sri Lanka, Singapur, Canadà i Europa Occidental. També hi ha molts actors i actrius tàmils com Anuisa aRanjan, Hema Malini, Rekha Ganesan, Stridevi, Meenakshi Sheshadri i Vidya Balan que han actuat a Bollywood. Alguns primers ministres de Tamil Nadu com MG Ramachandran, Karunanidhi i Javalalithaa van començar la seva carrera en la indústria fílmica tàmil.
La primera pel·lícula muda tàmil fou Keechaka Vadham (1916) de R. Nataraja Mudaliar. La primera sonora fou la multilingüe Kalidas (1931). A finals de la dècada de 1930 el govern de Tamil Nadu va fer una llei per a promoure la indústria del cinema i va convertir en Chennai en la segona capital del cinema de l'Índia.

### Arts marcials i taurins

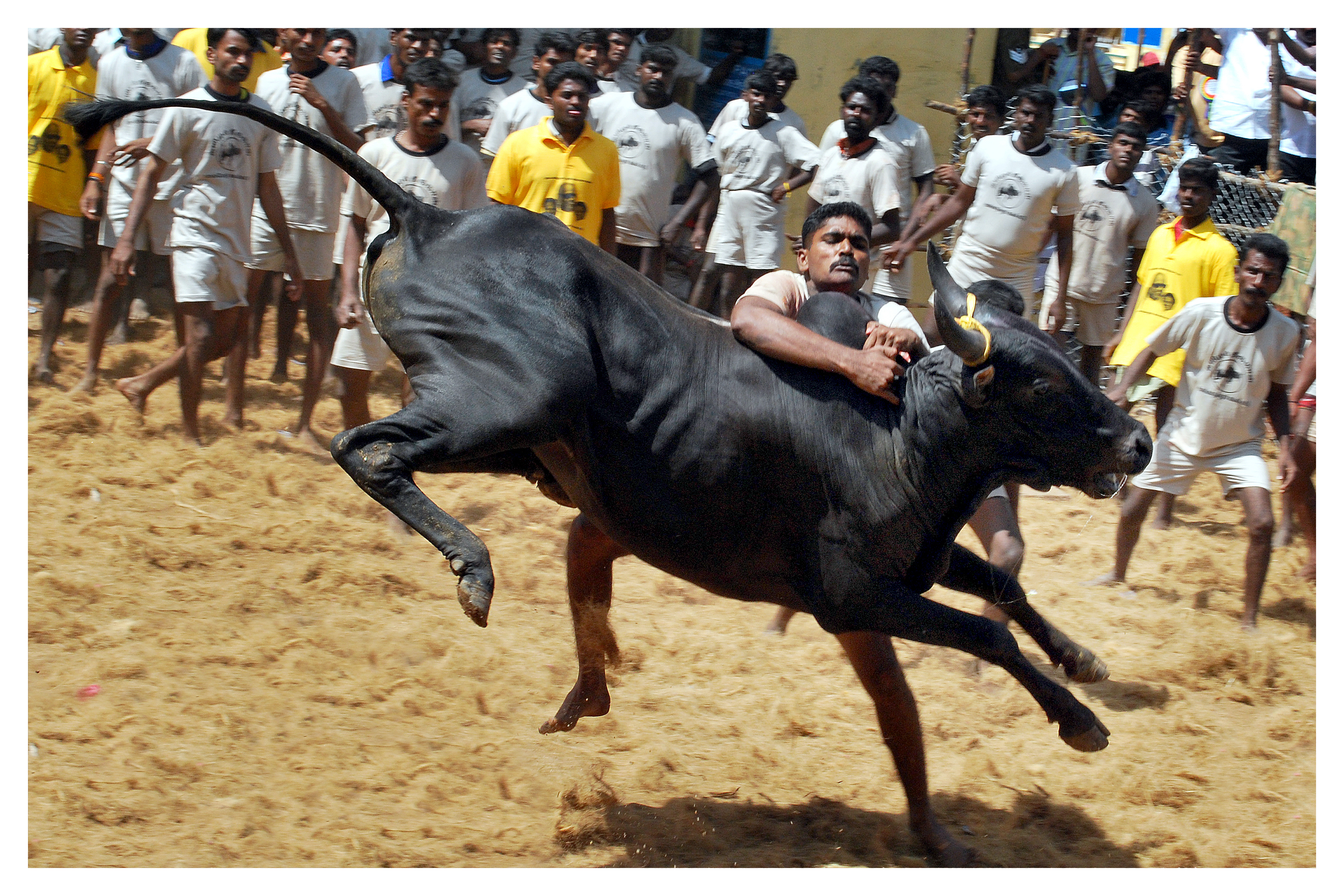
El Jallikattu esport taurí tradicional de Tamil Nadu

Les arts marcials que es practiquen a Tamil Nadu i Kerala són el Kuttu Varisai, el Varma Kalai, el Silambam Nillaikalakki, el Maankombukkalai i el Kalarippayattu. Les armes que s'hi utilitzen són el Silamban, el Maankombukkalai, el Yeratthai Mulangkol (doble pal), el Surul Pattai (espasa de primavera), el Val Vitchi (espasa simple) i el Yerettai Val (doble espasa).
A l'antiguitat hi havia dos esports taurins, el Manjuvirattu i el Yeruthazhuval que tenien les seves pròpies tècniques i rols. Aquests esports estaven organitzats per a veure l'actitud de la gent i per a preparar-los per la guerra i per a escollir parelles. Segons Mr. Gandhirajan, historiador de l'art per la Universitat de Madurai-Kamaraj, les tradicions taurines més antigues entre els tàmils foren el manjun virattu (persecució de bous) i l'eruthu kattuthal (enllaçar bous), abans que el jallikattu (abatre els bous), que es el costum actual; fou fa uns 500 anys, amb l'imperi Nayak i els seus caps telugus, quan aquests jocs amb els bous es van transformar per esdevenir en el jallikattu.

## Tàmils notables
Hi ha molts tàmils que han esdevingut notables. Els més destacats són:
- Veerasamy Ringadoo (1920-2000): Antic Governador-General i President de Maurici.
- Angidi Veeriah Chettiar, president en funcions de Maurici entre el 15 i el 18 de febrer de 2002.
- Ariranga Govindasalamy Pillay, president en funcions de Maurici entre el 18 i el 26 de febrer de 2002.
- S.R. Nathan, president de Singapur entre el 2002 i el 2011.
- Navanethem Pillay, alt comisionat pels Drets Humans de l'ONU.
- Radhika Coomaraswamy, vice-secretari general de les Nacions Unides.
- Arcot Ramasamy Mudaliar, últim dewan de l'estat de Mysore, fundador del banc ICICI i primer president del Consell Econòmic i Social de l'ONU.
- R. Venkataram, vuitè antic President de l'Índia entre el 1987 i el 1992.
- Abdul Kalam, onzè President de l'Índia, entre el 2002 i el 2007
- A. R. Rahman, guardonat amb l'Oscar a la millor cançó original i l'Oscar a la millor banda sonora el 2009.
- Chandrasekhara Raman, Premi Nobel de Física de 1930.
- Subrahmanyan Chandrasekhar, Premi Nobel de Física de 1983.
- Venkatraman Ramakrishnan, Premi Nobel de Química de 2009.